# Односи између средњовековне Србије и Византије
Повезаност српског народа са Византијским царством, потом и односи две државе, који су се непрестано преламали и протежу се дуж читавог средњег века (V-XV века), најпре почињу са сеобама Јужних Словена на Балканско полуострво, па самим тим и Срба који су поред Хрвата од свих осталих саплеменика једини сачували своје име и донели га из своје првобитне постојбине. Већ при самом преласку Саве и Дунава, Јужни Словени су уједно и приступали на византијску територију, која се тада на северу протезала до двеју поменутих река,те тада и настају први контакти Срба са овим царством који ће безмало трајати готово читав један миленијум и који ће трајно обележити историју овог народа. После њиховог доласка, Срби ће ускоро и створити прве државне творевине на њеном простору, где убрзо долази и до постепеног покрштавања народа, стварања фонетског писма, ширења писмености и увођења црквенословенског језика у богослужењу, све уз помоћ Цариграда и његове патријаршије. Касније Срби бивају под наизменичном влашћу Бугарске и Византије, чији сукоб њих никако није могао да заобиђе. Након пада Бугарског царства и поновне обнове византијске власти на Балкану долази и период борбе Срба за осамостаљење, пропраћен устанцима и дипломатском активношћу што резултира крунисањем Михајила Војислављевића за првог српског краља. Ускоро Угарска као снажна држава ступа у вишедеценијске конфликте са Царством, што наравно има утицаја и на положај Срба који у томе виде погодну прилику за остваривање својих интереса. У XII веку, после грађанских ратова, јавља се велики жупан Стефан Немања из Рашке родоначелник српске династије Немањић, који коначно успева да ослободи своју земљу од Византије и учини је независном, притом припајајући јој и Зету, а свог сина Стефана жени византијском принцезом. Његов најмлађи син св. Сава, заједно са њим обнавља Хиландар, који од тада постаје српски манастир, касније св. Сава успева да издејствује аутокефалност српске цркве код цара и патријарха у Никеји. Али, на политичком плану Стефан Првовенчани почиње све више да се оријентише на запад, што долази до добијања краљевске круне из Рима, касније ту политику настављају и његови наследници. За време Милутина српска држава се све више шири на рачун Византије, он се жени кћерком цара и тада утицај византијске културе у српском друштву долази до врхунца. После њега за време Стефана Дечанског, а нарочито Душана долази до експанзије Србије на југ, тада настаје и српско царство, црква се уздиже у ранг патријаршије а све се то косило са интересима Византије којој је Србија тада била најозбиљнији противник и претња. После распада српског царства обе државе су већ на издисају и боре се против заједничког непријатеља, у међувремену Стефан Лазаревић и Ђурађ Бранковић добијају деспотску титулу. Најпосле обе државе доживљавају исту судбину и падају у турско ропство.

## Продирање Словена на Балкан
Први и најранији извори из којих сазнајемо за Србе и њихов боравак на просторима Балкана су управо византијски. Од писаца VI века знамо да је већ делимично током Јустинове, а у пуној мери с почетка Јустинијанове владавине настало опет живо кретање варварских племена у пределима око Дунава. Сваке године, казује један савремени грчки извор, поваљују се Хуни, Анти и Словени Σκλαβηνοί, у византијске покрајине, и то кроз Илирик и читаву Тракију, све до Јонског мора и предграђа самог Цариграда. Прве прелазе покушали су словенски Анти, и нису добро прошли; али њихов први неуспех није обесхрабрио друге. Цар је, због тих упада, долазио понекад у велику неприлику. Ушавши у рат са Персијом, који је избио пред смрт Јустинову и узео крупне размере, Јустинијан није имао довољно војске да се супротстави нападачима са Дунава и да од почетка онемогући њихове намере. Словени који су живели, иако многобројни и мало познати Европи и њеним писцима, на подручју које је хватало иза карпатских гора и од Висле све до Азовског мора, а делимично и преко њега, јављају се у историји својим именом тек у ово доба када су дошли, у свом изнуђеном померању према западу, надомак грчких граница, потиснути из своје првобитне још неутврђене постојбине у оном општем померању народа тих времена. Име Словена први пут се спомиње у теолошким питањима и одговорима Псеудо-Цезара Назијског, са горње стране Дунава спомиње их, и у првој половини VI столећа, и савремени византијски писац Прокопије из Цезареје, који наводи да Словени, заједно са једнокрвним Антима, заузимају највећи део простора на другој обали реке. И сви други писци VI века познају Словене у тим крајевима.
У Седмоградској они су оставили много топонимског трага, а данашња Влашка се једно време тада звала по њима словенском земљом. Значи, дакле, да су ту они стигли у већим масама током друге половине V и на почетку VI столећа, заједно са хунским и бугарским четама, које су надирале из источних крајева Европе и потискивале Словене, имајући их више као подложнике него као савезнике. Цар Јустинијан, немајући на располагању довољно војске, почео је овде, као и на другим границама Царства, да подиже куле и утврђења и обнавља старе градове, како би спречио продирање непријатеља. На дунавској линије подигло се 80 утврђења, а после се тај систем одбране пренео и на унутрашњост. На граници цар је, са планом подјаривао суревњивост варварских племена, награђујући једне, заваравајући друге, а гонећи треће. У оскудици своје војске, заузете ратом у Италији, Византинци су тражили помоћ и од племена која су делимично прелазила Дунав и постајала њихови поданици. У борбама против Гота царевом вођи Велизару, после заузећа Понтуса, долази у помоћ 1.600 коњаника са византијским заповедницима, али са војницима састављених „највише“ од Хуна, Словена и Анта, и то од оних што станују са горње стране Дунава. Њихов византијски вођа зна чак и неке карактеристике ратовања Словена.
Они су вешти, саопштава он, да се сакрију у грм или за камен и да, искочивши изненада, заробе жива непријатеља. „Око Дунава где станују, тако су увек нападали Грке и остале варваре“. У византијској војсци против Персије било је не само словенских и антских војника него и заповедника. То је заједничко војевање знатно допринело да Словени упознају изблиза грчке војне обичаје и тактику и да се њима после и сами послуже; а слабост ромејска, која је требала и тражила њихову помоћ, давала им је уверење одвише опасна противника. Искоришћавајући запосленост Византије ратовањем против непријатеља на другим странама, и Словени су, као и други народи њиховог суседства и по њиховом трагу, прелазили Дунав ишли и ишли у пљачку. Било је готово као правило да, кад се византијска војска пребаци у Италију, онда нагрну Словени преко граница у већим гомилама, мамљени погодним приликама и изгледима за лак плен. За време дугог готског рата, кажу грчки извори, Словени упадају готово сваке године у суседне области Византије. Почеше се већ помало и привикавати да на десној обали Дунава, често дубоко у унутрашњости Царства, и презимљују и да се понеки ту и задржавају и настањују. Управо у време када је војвода Велизар успео да преотме од Гота Рим, словенске чете опленише сав Илирик све до Епидама (Драча), убијајући и робећи кога стигну и отимајући чак и саме градове, јер није било никог да их брани, бележи један савременик. Византијска балканска војска, од око 15.000 људи, није смела да се упусти у борбу са њима, што значи да су Словени бројем били знатно јачи и опаснији.
Један страховит упад Словена у унутрашњост Царства забележен је 548. године. Једна њихова чета, не већа од 3.000 људи, прешла је без потешкоћа Дунав, па без икакве муке и Марицу, и ту се поделила у две групе. Пролазећи у пустошењу Илирик и Тракију, те групе су тукле византијска одељења, са којима би се сукобиле, иако су понекад биле слабије бројем. Словени су потом несметано ударали и на тврђаве, стекавши искуства и у опседању; а пре, говори Прокопије, „нити се усуђиваху сићи у равницу нити борити се око градова“. Тако заузеше и приморски град Топер, дванаест дана хода од самог Цариграда. Мушко становништво у њему око 15.000 поубијаше, а жене и децу са свим благом поведоше у робље. Овај словенски поход описан је као језовито дело клања и мрцварења. Помињу се и сукоб византијске војске са Словенима чак код Адријанопоља. Претоварени пленом, када су угледали Грке, Словени су се повукли на једно узвишење, чекајући напад; док је царева војска у почетку оклевала, касније је, натерана нерасположењем војника због оскудице у храни, почела борбу помешаним осећањима. Византијски пораз био је, услед тога незадовољства у војсци потпун и Словени су први пут том приликом отели њихову заставу. Неометани, они су иза тога наставили плењење и опустошили област Астику, за коју се дотад није памтило да је била харана и која је, према томе, дала ретко богат плен.Овако пљачкајући словенске чете су стигле до самог великог зида, мало бeше,  дан хода од самог Цариграда. Нова ромејска војска, у потери стигла је чету тих пљачкаша и повратила један део плена, али су други успели да се још увек са богатом пљачком врате кући.
Поучени искуством после тих упада и жељни да несметано приберу нове чете за дефанзивни напад против Гота, Византинци су поставили довољно и веома пажљиве страже на дунавској линији да спречавају препаде са те стране. Стога, нови словенски напади, 552. године, не иду више у Тракију, него знатно западније, преко гепидског подручја, у Илирик, у западну Србију или источну Босну. Тамо су прошли готово несметано, пљачкајући и убијајући.
Византијска војска, несумњиво бројем слабија, није смела уопште да се упусти у борбу са њима, него је само нападала позадину и хватала појединце. После смрти цара Јустинијана долази на византијске границе још једно ново азијско племе које ће неколико векова бити једно од најважнијих у историји средње Европе. То су Авари или Обри, који су под овим другим именом били познати међу Словенима, па зато за читав један период од њиховог доласка нема о Словенима ближих обавештења. Византија је више забављена Обрима, него њима и не обраћа им пуно пажње.
Словени, више него вероватно, у овом временском периоду суделују са Обрима заједно, као њихови поданици на подручју данашње Војводине и Трансилваније и стога их грчки писци не наводе нарочито. Тек око 578. године забележен је један опасан словенски поход против Царевине, али и тај не беше изведен од Словена с обријског панонског подручја, него са горњег Дунава. У огромном броју, неких 100.000 људи, провалили су у Тракију да је плене. Византијски цар беше у невољи. Заплетен одраније у дуг и променљиве среће рат са Персијом, он сад није имао довољно расположивих чета да их упути против Словена. Стога шаље посланство обријском поглавару Бајану да му помогне, тиме што ће напасти Словене у њиховој земљи и тако их одвући од Византије на шта Авари пристадоше. У тренутку пада Сирмијума 582. године после дужег окршаја и опсаде од стране Авара, најважнији мостовни браник за прелаз Саве, и тим падом створена је прва велика рупа на бедему Византије. Словенска племена искористивши ту повољну ситуацију, кренула су у великом броју преко Саве, њихови главни одреди се чак не хтедоше ни враћати док не заврше оно што су били наумили.
Овог пута, у унутрашњости ни од кога ометани, они пљачкају широка византијска подручја, и то, како вели савремени Јован Ефески, један јерменски писац, „Читаву Хеладу, тесалске и трачке покрајине“ и „заузеше многе вароши и градове“. Важна је, међутим, појава да Словени не напуштају одмах земљу у коју провале, него почињу у њој да презимљују и остају „као у својој земљи“. Исти писац изричито каже како Словени у Византији већ „станују сасвим слободно и без страха, као на властитом подручју“; даље, да „до данашњег дана (то је 584. година)  станују, седе и почивају у ромејским покрајинама, без бриге и страха, пленећи, убијајући и палећи; обогатили су се; имају злата и сребра, ергеле коња и много оружја и научили су ратовати боље од Ромеја“, дакле Словени се почињу привикавати на византијске земље и да иза пљачкашких упада понеки, који се ту дуже или краће задржавају и делом настањују.
Да је тог настањивања било у приметној мери крајем VI или почетком VII века види се из једног детаља војничко-стратешког списа, који се приписује цару Маврикију. У опису Словена и Анта тамо се каже како су та племена слободољубива и никако вољна да робују или да неко њима влада, „а нарочито у властитој земљи“. Обри и Словени су након неколико међусобних сукоба, увидевши да им је много издашније заједнички нападати на ослабљено Царство, него се трошити у узајамној борби одлучили да од тада заједно суделују у акцијама против Византије. Стари Михаило Сиријски спомиње како су Словени били бесни као лавови и страшно огорчени јер су Византинци против њих пре тога окренули Анте, и да су се, из тог разлога, упадајући на ромејско тло страшно светили. Спомиње се нарочито, како су опљачкали цркве у Коринту и у другим местима. Продрли су дубоко, чак до великог зида. У опасности за престоницу сам цар је организовао борбу. Познати Коментиол је међутим са трачке стране припремио чете и онда је, једног дана, код реке Ергеније изненада извршио напад и знатно потукао неке пљачкашке одреде. Словени су ипак остали у Тракији и Коментиол их је морао напасти под вођством неког Радогоста. Тек том другом победом била је Астика ослобођена од Словена.
У то време пада и први словенски поход на Солун, дуго запамћен и у народној и у црквеној традицији онога краја. У легенди о св. Димитрију прича се да су једне недеље, 22. септембра 586. године, осванули пред солунским градом многобројни Словени (и ту се понавља број од 100.000 људи), упућени тамо од аварског кагана. Задржали су се најпре око тврђавице Свете Матроне, а онда су свом снагом јурнули на град носећи већ спремљене лествице, како би могли ускочити на зидове. Градска посада, и ако изненађена храбро се опирала помагана од стране грађана, Словени су већ били увежбани у ратној вештини опсаде градова, имали су све потребне опсадне справе, које су због заштите биле прекривене најпре сувим кожама а после, да се не би запалиле превучене поново воловским и камиљим свежим кожама. Бацали су камење на град, казује један очевидац, који је био као читав мали хумчић. Ипак нису успели. Храброст бранилаца била је велика, а отпор чврст и са много довитљивости. После једног испада, чији су срећан исход приписивали заштитнику града Св. Димитрију, Солуњани поприлично потискују  словенске нападаче. Не надајући се таквом отпору Словени брзо малаксавају и седми дан  напуштају опсаду, па се од Солуна упутише према Грчкој, где су пљачкајући, продрли врло дубоко и где се задржавају све до 589. године. Када је 591. године, услед унутрашњих криза у Персији, Византија могла успешно да заврши послове на тој страни за један дужи период година, цар Маврикије пребацује одмах своју војску у Европу, једва дочекавши, да са довољном снагом обезбеди северне границе и са средствима достојним Царевине иступи пред варваре. Лично, као ни један од последњих владалаца пре њега, Маврикије је био кренуо на Дунавску линију да прегледа стање земље и пограничних градова. Из тог времена забележен је један врло занимљив податак. Византијски војници беху ухватили и довели пред цара тројицу Словена, који уза се нису имали ништа од оружја, него само своје музичке инструменте, неку врсту китара. На царево питање: ко су и шта раде у његовој земљи, они су одговорили врло уопштено и нимало вероватно. Они су казивали да су пореклом Словени са неког западног океана . Њима је каган послао људе, са богатим поклонима за поглавице, како би међу њима могли да купе народ за војску. Они су, веле, примили поклоне, али одбили понуду, изговарајући се на тегобе пута. Њих тројица су били послати да то саопште кагану, а он их је, љут због таквог одговора, силом задржао не марећи за утврђено правило међународних односа да су посланици неповредиви. Због тога су они, чувши за ромејску земљу, побегли у Тракију. Носе китаре јер се у њиховој земљи не зна за оружје, певају само уз лире, а не уз бојне трубе. Цару су се свиделе њихове песме а дивио се и развијености њихових телеса, па их лепо угости и упути у унутрашњост.
Са Обрима, заједно ратују и Словени, и то, како по свему изгледа, као њихови подложници. У легенди о Св. Димитрију се изричито каже да је кагану подложан „цео народ“. Ново ратовање на дунавској линији настављено је у пролеће 597. године. Византијска војска је била прилично попустила у дисциплини и била је незадовољна неким царевим реформама. Словени, опорављени од прошлих удараца постају помало агресивни и њихове пљачке по Тракији бивају честа појава. Занимљив је, из тог времена опис једног сукоба између њих и византијске војске. Једна чета од 600 Словена опљачкавши неке градове, гонила је плен и водила много заробљеника. Византијски заповедник, Александар, пожури са 1.000 коњаника да их стигне и отме плен. Кад опазише византијску војску, Словени почеше убијати мушке заробљенике, остављајући само жене и децу. Истовремено, брзо од кола са пленом направише своје бедеме. Византијци су се устручавали да их нападну, јер су словенске стреле добро гађале баш у њихове коње. Александар стога нареди да војници сјашу и личним јунаштвом да разбију непријатеља. Словени су, у јарости, стали сећи и остале заробљенике, што је веома узбудило нападаче и донело им најпосле победу. За време цара Ираклија и због преокупираности ратовима са другим народима на источној граници у Азији, Словени су врло добро знали да византијска империја нема довољно војске која би могла да спречи њихово надирање на Балкан. Видећи да су границе недовољно штићене, Словени заједно са Обрима прелазе праћени породицама, а како је све мање било војничких византијских покушаја, то су ти прелази постепено губили четнички и освајачки карактер. У почетку Словени иду да пљачкају, а касније, када је после честих пљачкања плена остало све мање, они се почињу задовољавати тиме да просто отимају и заузимају туђа напуштена поља и њиве и да, уместо покретних узимају непокретна имања. Словени су вероватно пребегавали и прелазили на византијско подручје да би избегли суровост обријске власти, која је била врло тешка. Вести из средине седмог века већ јасно говоре о јаким и сталним словенским колонијама на Балкану. Процес преотимања и колонизације извршен је дакле у оном времену када је Византија била сва заузета својим тешким и напорним кризама и борбама на истоку.
Словени су били врло експанзивни. Њихова насеља хватају у XII веку од Црног мора па све до баварске границе. Године 611. једна група Словена продире у Истру и силно је пљачка, а у исто време туку се и по Баварској. За то време, друге словенске чете харају далеко и дубоко по Византији. У Солун се збегло много породица из дунавских, панонских и дачких области, а поименце се спомиње становништво из Ниша и Софије. Солунска легенда о Св. Димитрију казује како се дигао огроман словенски народ разних племена и како је опљачкао не само унутрашњост већ је стигао и опленио сву Тесалију, околна острва, грчка острва, заједно са Кикладима, сву Ахију, Епир, велики део Илирика и чак и један део Азије,опустошио многе градове и покрајине и напао је најзад и сам Солун. Напад је извршен и са мора и са сува. Да то није био прост пљачкашки напад, закључивало се у Солуну по томе што су са нападачима биле и њихове жене са пртљагом, спремне да се настане ту одмах после пада града.  Значи, очевидно, да је насељавање Словена већ вршено на тај начин да су, пре те опсаде Солуна, сасвим доле на југу Царевине, други неки градови севернији и ближи непријатељу већ тако прешли у словенске руке. Словенски напад на Солун ни овога пута није успео.
У лето 626. године требао је да се изведе заједнички обријско-персијски напад на Цариград. Персијанци су требали напасти престоницу са азијске стране, а Обри са европске. Са Обрима су ишли и Словени сачињавајући највећи део њихове флоте. На Петровдан те године стигоше прве обријске чете пред велики зид. Каган је кренуо са свим својим покореним племенима и са огромном војском да опседне Цариград. Словени, који су долазили Црним морем, намало беху довели са собом и жене, које су биле вешти бродари. Један део Словена придружио се Обрима по позиву, као једна врста савезника, да се лакоми на богат цариградски плен. „И земља и море напуни се дивљих народа“, каже један савременик. Други вели да стиже “бесни вихор непријатеља, бљујући, као неизмерна пучина варварски муљ“. Јуриш почео је 31. јуна на једној страни нападали су Обри а на другој Словени који су имали прве редове голих пешака, а друге у оклопима. Они беху довукли и опсадне справа. На једном делу фронта подигли су 12 кула које су по висини биле равне градским бедемима. Словени су сем тога били добили задатак да на својим лађама превозе Персијанце са Азијске обале. Али, Словенски мали чамци нису се могли мерити са византијским бојним лађама. Уз то, настале су за њих и велике незгоде. Византијци су ухватили како се они споразумевају са Обрима помоћу давања знакова ватром, па су их у одлучном часу преварили, што је одлучило о крају битке. Византијски Јермени запалили су ватре у луци код Св. Николе, а Словени мислећи да су то Обри и да им дају уговорени знак кренули су тамо својом флотом, запали у заседу и тешко настрадали. Каган, бесан што је због тога био онемогућен комбинован напад са копна и мора приписујући пораз не превари, него словенској невештини, даде поубијати и оне који су се с муком спасавали из општег бродолома.
Словенска погибија била је страховита, услед многе крви зацрвени се морска вода, каже један савременик. Читав залив Златног рога где је нападнута словенска флота, био је пун мртвих тела и празних чамаца. Крвничко поступање каганово са и иначе пострадалим Словенима довело је до великог раздора између та два племена. На подручју данашње јужне Чешке, Аустрије и северне Словеније побуњени Словени под вођством једног франачког трговца, Сама, успеше чак да створе своју државу, која је уједно и прва словенска држава која је трајала три десетине година. Саму се негде, иза 632. године придружио и Дрван, кнез Лужичких Срба који је до тада био под франачком влашћу. Наиме, то је најстарији историјски спомен српског имена уопште, које ће се после јавити и код словенских племена на југу.
Захваљујући својим великим масама Словени су успели да се распростру дубоку по целом Балкану, да га читавог преплаве, а да се на његовом северу и западу чак и дубоко укорене. На том подручју они су брзо постали бројно надмоћнији од одавно проређених староседелаца и  потискивали су их или су их временом апсорбовали на свим линијама. Константин Порфирогенит, каснији византијски цар, приповеда да су за време цара Ираклија почеле праве сеобе Срба и Хрвата на Балканском полуострву. За Србе постоји прича, коју казује исти византијски цар, да су два брата наследила у власти оца; па је један са пола народа кренуо у Византију и дошао све до Солуна. Отуд је и остало име једног тамошњег насеља Сервија, Σέρβια или данашња Србица. Један део српских насеља у Византији непосредно се граничио са областима где је била обријска власт и где су се углавном одигравали сви они догађаји који су напред споменути. Околина Солуна била је пуна словенских насеља. Сами Грци називају тај крај једно време: „Словенском“, тј. Склавинија. У том важном трговачком граду словенски језик долази знатно до изражаја. У старом Житију Св. Методија чак се прича како византијски цар Михајло наговорио Св. Ћирила да се прими тешке дужности покрштавања Словена, пошто зна њихов језик. „Ви сте Солуњани“, вели се да је он говорио, „а Солуњани сви чисто словенски говоре“.
Када је цар Константин III, 641. године, напао вардарске Словене и један део њихов силом преселио у Малу Азију они су тамо под овим именом, основали град Гордосервон. Српских колониста било је и по грчким областима, судећи по називима Сурпи и Сербохија  у Тесалији, Сербијанка у Коринту, Сербон у Аркадији и др. На југу Балканског полуострва допрли су Словени са својим већим насељима чак до Пелопонеза. Порфирогенит с уздахом бележи да је сва ова земља изгубила грчки карактер и постала варварска, чак је и ту крај око Монемвасије носио назив Словеније. У XI веку они су ту чак основали своју слободну област. Од тих словенских племена изричито се спомињу на југу, у Македонији и на Хеосу, Милинзи и Језерци. У области Цакона словенски елеменат био је толико јак да се у једном споменику из 1485. г. говори о „крајевима Цаконије и Словеније“. У Месинском заливу јужно од Тајгета, имадемо име села Селиница, које посве одговара, нпр. Називу херцеговачког села Сеоница. Селиница је уопште најјужнији словенски назив на југу Европе, сверно од рта Матапан или Тенарон. У тим словенским групама које су силазиле на југ било је много Срба и Хрвата, и у топономастици целе Грчке очувано је доста њихових трагова све до данас. У области грчког језика констатовани су словенски пољопривредни изрази чак на Пелопонезу. У грчком језику козја вуна, на пример, зове се у том крају по угледу на словенски придев - козна.
Словенска продирања и насељавања на Балкан трајала су више од једног века сигурно, ако не и више. И стога би било погрешно говорити о једној или две сеобе на Балкан. Уместо тога, треба употребљавати трајни глагол насељавања, јер је то насељавање ишло годинама, са већим или мањим масама, свеједно да ли у облику упада, ратних похода или мирних плављења. Убрзо након тога због немогућности стварања једног јаког државног центра, образовано је пет територијалних јединица, о којима нас обавештава Порфирогенит у свом чувеном спису „De administrando imperio” тј. о управљању државом или о народима. Области које он наводи да су под српском управом су: Паганија (дуж Јадрана, од реке Цетине до ушћа Неретве), Захумље (од реке Неретве, до Дубровника) Травунија (односно област око Требиња, између Дубровника и Котора), Дукља и Србија (тада обухвата подручје око горњег тога Босне, подручје Тузле и планинске пределе око Лима и горње Дрине. Граница на северу је са реком Савом, на западу до реке Врбаса, и Хрватске на Цетини и према Ливну, на југу са приморским кнежевинама, а на истоку до Западне Мораве). Приморске државе насељене Србима развиле су одређени степен државности у складу са својим значајем и величином. Међутим, оне нису могле прекорачити своја ограничења. По предању које је Константин Порфирогенит забележио, династија из старе постојбине наставила је да влада и после сеобе.
У Византији се једно време после неуспелог похода и великог пораза Словена пред капијама Цариграда, ситуација  привремено стишала и стабилизовала и нема значајнијег спомена Словена. Тек, за време цара Констанса II (641-668) је после склапања мировног споразума са калифом Муавијем, Царевина ослобођена притиска са истока, већ наредне 658. године Констанс II кренуо је у акцију против Словена на Балкану: као што каже Теофан, он је пошао против Склавинија, где је „многе заробио и покорио“. Иако кратак и сумаран, овај податак нам казује, изгледа да је Констанс II успео да бар једном делу Словена, вероватно у Македонији, наметне признање византијских врховних права. Од доба Маврикијевог ово је била прва већа византијска офанзива против словенског ширења на Балканском полуострву. Наравно, ништа се није могло променити у томе што је највећи део Балканског полуострва био окупиран од словенских племена, али је византијски суверенитет на Балкану био, како изгледа, бар местимично успостављен. Најважније је међутим да је Констансов поход био праћен пресељавањем већих маса Словена у Малу Азију. Од овог времена чујемо за Словене у Малој Азији, као и за словенске војнике у византијској војсци. Тако се помиње да је 655. године словенски одред од 5.000 људи пришао Арабљанима па је насељен у Сирији, такође нађени су и печати Словена у Битинији, који су припадали царском чиновнику-апоипату чијој су администрацији били потчињени Словени у наведеној провинцији,што се и археолошки докази недвосмислено показују.
Након овога опет, после обезбеђеног мира на истоку Јустинијан II се окренуо Балканском полуострву. Још 687/8. г. пребацио је коњицу из Мале Азије у Тракију, намеравајући, каже Теофан, да покори Бугаре и Склавиније. Са том војском је идуће 688/9. г. предузео велики поход, уперен пре свега против Словена. Прво се сукобио са Бугарима, а затим продро до Солуна, и „покорио велике масе Словена, неке у боју, а неки су му сами пришли“. Ток овог похода осветљава тадашњи положај на Балкану: да би стигао из Цариграда до Солуна, цар је морао да се са јаком, специјално за то прикупљеном војском пробије кроз земљу окупирану од Словена. Његов продор у Солун сматрао се као ратни подвиг и цар је прославио своју победу тријумфалним уласком у град и даровима цркви св. Димитрија, патрона града Солуна. Покорене Словене Јустинијан II је извео из њихове домовине и, пребацивши их у Малу Азију, населио у теми Опсикија. Тиме је колонизација Словена у Малој Азији започета после Констансовог похода из 658. године, добила нов и веома снажан замах. Од пресељених словенских племена цар је, наводно судећи по Теофану, могао да формира војску од чак 30.000 људи.Такав прилив свежих снага не само да је снатно повећао византијску војску, већ је свакако допринео и привредној регенерацији земље, опустошене непријатељским најезда. Пресељавање Словена представља најзамашнију и најважнију колонизациону меру овог времена.
Касније, по византијском примеру, Арабљани су населили пребегле Словене у Сирији и употребљавали их као војнике у даљим борбама против Византије. Теофанова хроника, јако нерасположена према Јустинијану II, са уобичајеним претеривањима тврди да је цар дао, освете ради, побити све Словене у Описикију са женама и децом. Напротив, Словени у теми Описикија спомињу се још у X веку, где су сачињавали одреде од више хиљада војника. Према томе, нема сумње да је колонизациона политика Јустинијана II била ефикасна, и ма колико да је била тешка за саме исељенике, она је одговарала животним потребама византијске државе. Тек довођењем нових снага, пре свега Словена, нова византијска војно-управна организација добија стварну животну снагу. Дакле, византијска влада не води само ратове против Словена, како би учврстила свој положај на Балкану и натерала Склавиније на признавање својих врховних права. У дужем периоду, стално и упорно она се труди да у што већем броју доведе Словене на своју територију да би их у новоствореним темама населила као војнике и као сељаке, повећавајући тиме своју војску у привредно јачајући земље опустошене непријатељским најездама. Унутрашњи развој и препород који Византија доживљава почетком VII века састоји се пре свега у постављању јаке класе независних сељака и стварању нове војске стратиота који економски и социјално припадају тој истој сељачкој класи, а управо они су знатним делом настали приливом свежих снага споља, пре свега снага словенске имиграције. То значи да су дубоке промене које настају у економској и социјалној структури и формирање нових аграрних односа унутар Византијског царства у VII веку виле пре свега последица великих демографских промена изазваних досељавањем Словена.
Константин V (741-755) услед развоја прилика на Балкану, сматрао је Бугарску за главног непријатеља свога царства, када се арабљанска опасност постепено удаљавала он предузима мере ради заштите Тракије. Он је водио против Бугарске ништа мање но девет похода. Затегнутост је достигла врхунац кад је 762. године. После дужих унутрашњих борби на бугарски престо дошао хан Телец. У Бугарском царству још увек је постајала подвојеност између масе словенског становништва и протобугарског елемента, нарочито протобугарског бољарства, које је љубоморно чувало свој владајући положај. Са Телецом је дошла на власт, изглед најборбенија бољарска група, нетрпељива према Словенима и агресивна у својој политици према Византији. По његовом доласку на престо огромна маса Словена напустила је Бугарску и пришла Византинцима. Цар им је одредио насеља у Битинији, где су као што је претходно наведено већ насељаване велике масе Словена. На тај начин је словенски елеменат у малоазијским темама добио ново, велико појачање. Према патријарху Нићифору исељеника је било 208.000. Овај број се не може једноставно одбацити као претеран, али се не мора ни повећавати како то тврде неки од аутора. Кад се претерује у бројевима и кад се говори само одока, онда се дају округли бројеви, док је број који наводи Нићифор упадљиво прецизан и вероватно заснован на неком податку.
Од краја VIII века почиње, међутим, процес постепене рехеленизације. За време царице Ирине, Византија предузима велики поход против Словена у Грчкој: 783. г. логотет Ставракије креће у област Солуна, продире затим у Грчку и на Пелопонез и намеће тамошњим Словенима признање византијског суверенитета и плаћање данка. Тај устанак био је широких размера, од Македоније па све до Пелопонеза. По повратку у Цариград Ставрикије је прославио тријумф на Хиподрому – толики је значај приписиван његовој победи над словенским племенима у Грчкој. „Oн их све покори и учини обвезницима царства“, пише хроничар Теофан, пошто је међу њима уграбио силан плен. Из тих речи се види довољно дотадашњи однос тих Словена према Царевини и обим њихове експанзије и на том делу Балканског полуострва.Нићифор I (802-811), спроводио је важне колонизационе мере,  већ последњих година VIII века Словени у Грчкој учествовали су под вођством Акамира, архонта Велегезита, у завери против царице Ирине у корист синова Константина V, цезара Нићифора и Христофора, заробљених у Атини, а почетком IX века Словени на Пелопонезу дигли су устанак већег замаха. Опустошивши околне пределе, они су 805. године опсели Патрас, наводи Порфирогенит. Опсада је била дуга и врло тешка, али се завршила поразом Словена, што су становници Патраса приписивали чудесној помоћи апостола Андрије, као што је у своје време и успешна одбрана Солуна тумачена помоћу светог Димитрија. Стога су заробљени Словени са породицама додељени цркви св. Андрије као парици и изгубили на тај начин не само самосталност него и социјалну независност. Ова чињеница: да се устанак јавља два пута у истој области, тако далеко на југу Грчке, најбољи је доказ о томе како је била интензивна словенска колонизација од шестог до седмог века и колико је словенски елеменат имао животну енергију. Додуше, Словени на Пелопонезу још су се у више махова дизали против византијске власти, а племена Мелинга и Језерита, против који су још Франци у XIII водили тешке борбе, сачувала су своју народност до у турско доба. Ипак, пораз Словена код Патраса, означава важну етапу у процесу рехеленизације јужне Грчке. Сами Византинци видели су у овом догађају почетак рестаурације византијске власти на Пелопонезу, после више од двестогодишњице словенске превласти.
Према Монемваској хроници, Пелопонез се налазио 218 година под влашћу Словена, и то од шесте године Маврикијевске владавине (587) до четврте године Нићифорове (805), кад је византијска власт најзад успостављена.

## Христијанизација
За време патријарха Фотија, после успешно одбрањеног првог покушаја руске флоте да освоји Цариград 860. године, јак напад Руса је остао Византинцима у сећању, они су одлучили да промене своју дотадашњу политику. Од тог времена она ступа у додир са младом руском државом и почиње да развија у народу, који јој је дотле био скоро непознат мисионарску делатност којој предстоји велика будућност. Покрштавање младог словенског народа и његово увођење у византијску утицајну сферу очигледно је било најбоље и најсигурније средство да отклони опасност која је Византији запретила са те стране. Позивом моравског кнеза Растислава, који је из Цариграда затражио мисионаре за своју земљу, отпочело је покрштавање Словена, догађај који је оставио дубоког трага и имао немерљивог значаја за балканске народе, како у погледу преласка са многобожачке паганске религије на православно хришћанство, тако и у описмењавању Словена и састављања њиховог првог писма, а чије се реперкусије манифестују до данашњих дана на просторима Балкана са политичког и верског становишта и после пропасти Византијског царства које ће заувек остати симбол византијске заоставштине и њеног присуства у југоисточној Европи иако та држава већ одавно не постоји. Међутим, треба подвући да се христијанизација Словена настањених на старим византијским територијама вршила већ одавно пре тога. Дошавши на Балкан, Јужни Словени су ту већ затекли потпуно развијену хришћанску културу. Постепеним везама са староседелачким елементима они примају понешто од њих, па јој прилазе са више поверења, најпре као појединци, а касније и као целине. Словенске колоније у близини Солуна, већих грчких места на југу или у областима даљим од густих саплеменичких насеља, где су биле више изложене утицају несловенске околине, примале су хришћанство природним процесом асимилације. Оформљене су нове грчке епископије, које су биле основане очевидно са намером да делују међу Словенима; то су Великаја и Смоленска епископија под Филипинском митрополијом; Србија и Друговичка под Солунском, и Језерска и Радовишка под Лариском. Да је хришћанска мисија међу тим Словенима имала успеха види се, најбоље, по томе што је из словенских редова изашао цариградски патријарх Никита (766—780). Међу тим Словенима створени су први основи за христијанизацију осталих саплеменика; ту се изградила, полагано, словенска црквена терминологија, и словенски језик се почео употребљавати за превођење грчких црквених књига.Словенски апостоли из Солуна, Ћирило и Методије, ту су нашли ослонца за своје спремање словенске литургије и проповеди. Без тих претходних радова, њихово дело би било једва могуће. Константин који за Словене подешава нову азбуку, углавном узима грчко курзивно писмо са неколико знакова из њему добро познатих источњачких алфабета, и тако ствара ново словенско писмо звано глагољица. Он и Методије настојали су да преведу потребе богослужбене књиге и да и за изражавање словенских речи удесе погодна слова. Али тек сада, почиње доба широког мисионарског рада у пространом словенском свету, ван византијских граница. Византијски утицај у западном делу Балканског полуострва ослабио је за време иконокластичке кризе. Изгледа су у првој половини IX века далматински градови и словенска племена и у приморју и у унутрашњости раскинула везу са Византијом. Тада је настала и српска држава под Властимиром. Међутим, приморским областима на Јадрану запретила је нова опасност од Арабљана са Сицилије, а ову опасност је могла отклонити само Византија. Када је арабљанска флота напала Будву, Котор и Дубровник јака византијска флота је притекла у помоћ и приморала противнике да се повуку што је учврстило њен ауторитет. Византијски утицај на Балкану знатно је ојачао, приморски градови и српске земље признавали су врховна права Византије а то је имало за последицу ширење хришћанства. Тада су Србија и српске приморске земље примиле из Византије хришћанство.
На почетку VIII века за време Јустинијана II  донет је тзв. Земљораднички закон (Nomos georgikos) који се превасходно бавио регулисањем аграрних односа и бројним проблемима који се могу појавити у животу на селу. С обзиром да је закон окренут пре свега слободним сељацима, који су сигурно великим делом регрутовани из словенске популације и да он садржи доста института који рефлектују колективистички менталитет карактеристичан за обичаје садржане из првобитне заједнице, старија научна мисао је овај законик радо називала „словенски закон“. Тај закон одражава сасвим другачија и примитивна схватања, која су страна дотадашњем римско-византијском праву, неке од одредаба јасно указују као што су предвиђена колективна одговорност сеоске општине за деликт извршен на њеној територији; да је испаша на колективним пашњацима била правило – што све веома одговара правним схватањима људи који су до скоро живели у племенским заједницама. Уосталом, Земљораднички закон утврђује колективни порез, који плаћа заједнички цела сеоска општина, а пореску одговорност за напуштено и необрађено земљиште сносе суседи (alilengion). То све јасно асоцира на прописе који су у складу са колективистичком словенском традицијом и да он има у виду пре свега нова насеља настала колонизацијом. Додајмо уз све то да каснија успешна примена овог Закона код Јужних и Источних Словена кроз векове, говори да је он изгледа добро одговарао њиховом менталитету, старим навикама и потребама, а нарочито животу у породичним задругама, које су биле типичне за Словене од најдубље прошлости.
Први већи зборник права после Јустинијана, уједно и најзначајнији споменик иконокластичког периода је Ekloga (Ecloge ton nomon) из 726. године коју је донео Лав III Исавријски. Међу највећим контроверзама и новинама Еклоге издваја се велика заступљеност телесних казни, које нису карактеристичне за Јустинијаново право (шибање, одсецање језика, носа, руку, ослепљивање, шишање, паљење косе и браде), што је било у супротности са прокламованим циљем да се зборник доноси ради веће хуманости. Неки угледни савремени аутори сматрају да је то последица варваризације под словенским утицајем, но чини се да су телесне казне више рефлекс источњачких правних узора који су почели да продиру у хеленистичко право. Што је још важније не може се са сигурношћу рећи да су у словенски обичајима телесне санкције биле популарне, те да су одатле преузете. На пример, први сачувани бугарски правни текст тзв Закон Судни Људем, највећим делом се ослања на Еклогу али из ње не преузима телесне и смртне казне. Исто тако се код Срба све до XIV века широко примењује композиција, а телесне казне се избегавају (о томе јасно сведочи одговор краља Милутина дубровачком сенату из 1306. године, који му је предлагао увођење смртне казне за Србе који би убили Дубровчанина, где краљ то изричито одбија сматрајући да је довољно да задржи стари обичај „вражде“ од 500 перпера). Стога се може сматрати и обрнуто, да су у права словенских народа смртна и телесна казна продрле као утицај византијског права.
Доласком Василија I Македонца на власт долази до израде два мања законика који су тежили обнављању римског права и чишћење старих закона. Први, Прохирон објављен је 879. године и представљао је  приручник за практичну употребу. Из непрегледне масе законских прописа он издваја најважније одредбе грађанског и јавног права, систематски сређене у 40 титула. Тежећи да буде једноставан и приступачан законик Васијија I црпи грађу пре свега из Јустинијанових Институција. Он је првобитно замишљен као приручник за судску праксу и државну администрацију. Прохирон је стекао велику популарност у Византији и остао на снази све до пада Цариграда. Велику популарност стекао је законик Василија Првог и код Јужних и Источних Словена. Као и Еклога, Прохирон је рано преведен на словенски и јако је утицао на развитак средњевековног словенског права. У средњевековној Србији он је познат као Градски закон. Заједно са Еклогом и Земљорадничким законом, он чини основу српске правне компилације познате под именом „Закон цара Јустинијана“. После 879. године састављен је други Василијев законик такозвана Епанагога. Замишљена као увод у припреману збирку закона. Најважнију новину Епанагоге чине одредбе о правима и дужностима цара и патријарха, као и других световних и духовних достојанственика. Овде је дошао до израда идеалан однос царства ои свештенства, како су га замишљали црквени кругови у Византији после савлађивања иконокластичке кризе. Неке његове одредбе унеће и Свети Сава у Номоканон, те самим тим он важи у СПЦ све до данашњих дана. Према Епанагоги, државно-црквени организам представља идеално јединство над којим се уздижу цар и патријарх који се као поглавари васељене, у савршеној слози старају о благостању човечанства: световни поглавар брине о материјалном, духовни о духовном благу поданика (тзв. Доктрина симфоније). Правила о правима и дужностима цара фактички доводе у питање идеју да он није везан законима. То би могло навести на размишљање да ли се у Епанагоги могу тражити неки елементи које ће касније карактерисати прве уставне документе у свету, у којим се уоквирује власт владара. Ове одредбе деловале су и у словенским земљама. Чак се у XVII веку на њих позивао и московски патријарх Никон.

## Срби између Византије и Бугарске
У доба бугарског цара Симеона на почетку X века као последица бугарско–византијског сукоба Србија је постала део Симеонове државе. Доминирајући читавим збивањем на Балканском полуострву, византијско–бугарска борба је све више захватала и остале балканске земље. Нарочито су се византијски и бугарски утицаји укрштавали и сукобљавали у Србији. Српски кнезови били су упућени на подршку једне или друге велесиле и служили им као оруђе у њиховој међусобној борби. Час се Симеон, час опет Роман Лакатин успевао да на српски престо доведе свога штићеника и уклони штићеника противне стране. Кад је најзад, после дуже борбе у више узастопних промена византијски утицај почео да надјачава и кад је кнез Захарије доведен на српски престо 923. године бугарском потпором, који се пре тога неко време налазио у Цариграду, пришао Византинцима Симеон је решио да одстрани то легло сталних немира у свом залеђу. Међутим, војска коју је он послао у Србију претрпела је пораз, а као доказ своје победе Захарије посла главе претендената и њихово оружје. Ова српска победа догодила се пре грчко–бугарског примирја закљученог 9. септембра 923. године. Киван због тог пораза Симеон је уз ангажовање већих снага и после страховитог пустошења најзад потчинио немирну земљу својој власти 924. године. Покорење Србије довело га је до границе Хрватске која је тада под првим краљем Томиславом знатно ојачала па је ту дошло до оружаног сукоба. После смрти Симеона Бугарска почиње нагло опадати. Византијски положај ојачао је тада у јужно словенским земљама. Србија коју је Симеон био покорио и опустошио обновљена је после његове смрти под кнезом Чаславом, који је побегао из Бугарске и преузео власт у својој земљи, признавши суверенитет Византији. Он је управо и 927. године дошао завладао у Србији. Михајло Захумски, Симеонов савезник, сада се такође приближио Византији и добио из Цариграда титулу атнипата и патриција. Тако се византијски утицај свуда учвршћује док бугарски опада. После смрти Симеона 927. године Бугарска поче нагло опадати. Од Бугарске се прва отцепила Србија. За време узајамних борби и метежа у Бугарској решио се Часлав Клонимировић да обнови своју отаџбину. Са четворицом другова он, 931. године, побеже из Преслава где је боравио, у Рашку. О пустоши која је тада владала у Србији причале су се необичне ствари на заинтересованом цариградском двору. Он се одмах обратио цариградском двору тражећи помоћ и заштиту. Цар Роман, коме је свако слабљење Бугарске било добро дошло, иако је са њом био у миру, а имајући раније Србију у својим комбинацијама, прихватио је одмах Часлављеву понуду. Византије је за обнову Србије дала материјална средства, која су доносиле оне избеглице које су се из Бугарске, преко Цариграда, или саме из Византије враћале у отаџбину. Часлав је успео да знатно утврди власт у и ојача Србију захваљујући сталној помоћи Византије и цара Константина Порфирогенита. Ваља напоменути, да упоредо са монаштвом коју црква фаворизује цветају и антицрквене секте. Тако се у доба цара Петра у Бугарској секта богумила апсолутно непомирљива према званичној цркви. Богумилство је ухватило јаког корена у Бугарској а нарочито у Македонији, наишло је затим и на велики одјек и далеко ван граница Бугарског царства ширећи се под различитим називима и у самој Византији и у Србији а нарочито у Босни под називом бабуни.
У Македонији 976. године избио је устанак под вођством четворице кометопула. Устанак је узео огромне размере. Вођство у борби а затим и царска круна припали су најмлађем кометопулу смелом и енергичном Самуилу који је покорио скоро читаво Балканско полуострво и основао Македонско царство. За време Самуиловог царства Рашка, Зета и читаво приморје било припојени су његовом царству. За Византију и њеног цара Василија II борба са њим постала је главни задатак а уништење његовог царства главни циљ. Изгледа да је борбу са моћним македонским царем, Василије II тражио подршку владара других балканских земаља и да је ступио у везу са зетским кнезом Јованом Владимиром. Око 992. године наилазимо на један јако занимљив догађај, њему је дошло једно српско посланство, по свој прилици из Зете. Наиме, посланици су путовали морем и на путу пали у руке арабљанским гусарима. Кад су најзад стигли у Византију затекли су цара на бојишту. О овом српском посланству сазнајемо из случајног податка у једној повељи Лавре Св. Атанасија од септембра 993. године. Савез са Византијом није помогао Јовану Владимиру:  његова земља је анектирана, а он сам одведен у заробљеништво. Доцније, међутим, Самуило га је вратио на зетски престо, као вазала, оженивши га својом ћерком Теодором – Косаром. Након дужег окршаја и више међусобних борби између Византије и Бугарске стране, долази до пресудне битке. После стравичног покоља где је војска Василија II до ногу потукла бугарску војску у кланцима Беласице, 14.000 његових војника кажњено је ископавањем очију. Цар Самуило угледавши тај призор, ту језиву поворку, напрасно га удари кап и цар издахну. Самуилов син и наследник Гаврило Радомир, пао је већ 1015. године; њега и његову жену убио је његов брат од стрица Јован Владислав. Иста судбина снашла је и његовог зета, зетског кнеза Јована Владимира кога је Јован преваром ухватио и погубио. Његова глава је одрубљена и он је постао први српски великомученик и светац. Охридска патријаршија претворена је у архиепископију која је добила аутокефалију и њој су биле потчињене све територије бившег царства. Дукља, Захумље, Рашка и Босна нису организоване као византијске теме већ су остале под влашћу домаћих кнезова  и према томе нису представљале провинције већ вазалне државе Византијског царства.

## Борба Срба за осамостаљење
После убиства кнеза Владимира, прича Дукљанска хроника, у земљи је настало безвлашће и злурадост, али после грчког завојевања у земљи је настало тешко стање. Из грчких списа сазнајемо да је устанак Стефана Војислава против њихове власти букнуо 1035. године али да је био завршен једним наметнутим уговором. Војислав је био узет за таоца и одведен у Цариград а надзор над побуњеном земљом поверен Теофилу Еротику. Војислав је наскоро побегао, дочепао се својих планина и започео борбу, завладавши убрзо читавим крајем Захумља до Скадарског језера. За то време је Византија обдарила богатим даровима жупана Рашке бана Босне и кнеза Захумља да их одобровољи да му се они уз њихову помоћ супротставе, као савезници против непокорног кнеза Дукље. Касније се спомиње како је Војислав поразио византијску војску која је ту дошла царевом наредбом да угуши побуну. Око 1042. године после овог пораза Византија није предузимала ништа више против Зете. Војислав је због свега овога у далекој Зети остављен на миру. После Војислављеве смрти према причањима Дукљанске хронике наследник Војислављев Михајло Војиславић са Византијом нема уопште никаквих сукоба. Он је негде око 1052. године ушао у присније везе са Грцима и добио титулу протоспатара, а има и вести да се оженио једном грчком принцезом . Шта је Михајла определило да се приближи Византији није поближе познато. Односи у суседству колико се зна нису по њега били опасни. У том периоду долази до дефинитивног раскида римске цркве са цариградском партијаршијом, односно Рима и Цариграда. Ми смо се од тад поделили у две верске и културне сфере. Зета је по својим везама и географској гравитацији остала у сфери римске културе и латинског језика. У Расу је било, међутим, седиште православног епископа чији се утицај са грчком цивилизацијом и словенским језиком у цркви ширио преко границе Рашке. На територији бившег Самуиловог царства 1072. године поново је избио устанак. Побуњенички покрет нашао је јаког ослонца у независној Зетској кнежевини. Син Михајла зетског, Константин Бодин, проглашен је у Призрену за цара и тек после дуже борбе Византинци су успели да савладају устанак. Као заробљеника одведоше Бодина у Цариград, где га затворише у манастиру Св. Срђа и Валха. Како је Исак Комнин послат у Сирију упућен би тамо и млади Бодин. Одатле се спасао и вратио у отаџбину помоћу млетачких бродара које за то беше унајмио његов отац. Изгубивши поверење код Византије ускоро после тога и Зета се окренула западу. 1077. године папа Гргур VII послао је Михајлу краљевску круну из Рима, којом је он крунисан и тиме постао први српски краљ који је носио ту титулу. За време цара Алексија I Комнина, Византинци су коначно изгубили вишевековну превласт на мору. Од 1083. године он постепено потискује Нормане уз помоћ млетачке флоте(што ће му се узгред после обити о главу и довести до уговора са Млецима који ће на њихов рачун касније преузети примат у трговини и тиме још више продубити јаз Грка и Латина), помоћу које је повратио управу над Драчем. Византијски отпор је временом јачао и под притиском царске војске отпочело је повлачење Нормана и са копна. Нарочиту улогу одиграле су у византијско–норманском рату оближње јужнословенске земље које је борба великих сила за превласт на Јадрану непосредно погађала. Зетски краљ Константин Бодин придружио се, после дужих колебања, византијском цару. Међутим, у одлучној бици за Драч он није учествовао већ се повукао и тиме је немало допринео поразу Византинаца. Даље борбе Византије с Норманима као и Печенезима, Бодин је искористио да би проширио своју власт на Рашку и Босну. Из Рашке су затим отпочели напади на византијску територију, који већ показују правац доцније српске експанзије и уједно наговештавају померање тежишта српских земаља из Зете у Рашку. Све активнији постаје, међутим, рашки жупан Вукан који од краја XI века води главне борбе са Грцима. Поприште борбе је углавном западни део Косова. Вукан је настављао са својим честим упадима на непријатељску територију. Он је 1093. године код Звечана разбио и војску драчког заповедника а царевог синовца Јована Комнина која је беше кренула да га смири. Ослобођење Цариграда од опсаде Печенеза омогућило је цару Алексију да зарати против рашког жупана Вукана који је узнемиравао пограничне византијске области сталним упадима. Овом ратовању поклонио је цар много пажње и напора: у три маха (1091, 1093, 1094) водио је лично походе против немирних Срба. Вукан се није упуштао у отворену борбу са царем, изјављујући му сваки пут покорност и нудећи му таоца, али чим би се цар повукао он је обнављао своје нападе. На крају, Алексије је морао да прекине ратовање у Србији, узевши таоце (20 људи, и његова два синовца Уроша и Стевана Вукана) и задовољивши се Вукановим привидним потчињењем јер је царству запретила нова опасност од Кумана. После Бодинове смрти у Зети влада немир, све док Вукан искористивши ту прилику са својом војском упада и намеће власт. Рашка се тако диже изнад Зете. Византијски цар Јован II Комнин (1118-1143) савладавши Печенезе окренуо се Србима, који су стално узнемиравали Царство својим упадима. Док је његов отац морао да се задовољи делимичним успесима Јован II  је однео одлучујућу победу над рашким жупаном, а после победе вратио се с богатим пленом а притом и населио у никомедијској области многобројне заробљене Србе, делом као војнике, делом као сељаке доделивши им земљу уз обавезу вршења војне службе, односно плаћања пореза. Срби су морали да признају византијска врховна права, али се њихова тежња за слободом и даље испољавала у честим устанцима који су задавали Византији много брига, тим пре што су Срби наилазили на подршку Угара. Услед успона и јачања Угарске кнежевине, угарско ширење вршило се на подручју које се налазило под суверенитетом византијске круне и на њен рачун, учесталим сукобљавањем интереса на Балкану долази до антагонизма између Угарске и Византије. Разумљиво је да се у тим трвењима и једни и други, и Мађари и Грци, обраћали посебну пажњу српском држању. Држање Срба каткад је могло да буде одлучујуће. За време њиховог рата око 1127. године, у вези са тим јавља се и устанак Срба који су, до тада изморени међусобни борбама, признавали врховни грчки суверенитет. Подстакнути и од стране Мађара они на препад заузеше Рас. Тамошњи грчки представник Критогл побеже у Цариград. Сам цар тада крену на Србе, вероватно после похода против Угара на Дунаву, и покори их. Извесне заробљенике преселио је чак у Никомедију. Углавном наредне четири деценије обележене су византијско-угарским ратовима и унутрашњим размирица међу Србима

## Немањићи

### Стефан Немања(велики жупан 1166—1196)
Као што је и претходно наведено приближно читав XII век на Балканском полуострву обележен је антагонизмом Византије и Угарске. Цар Манојло је наставио политику свога оца, али овде је његова активност била много већа а његов циљ крајње замашнији: он је ишао за потчињавањем Угарске и њеним припајањем Византијском царству, које је постизао мало ратовањем, а нешто и мешањем у унутрашња, питања наследства на угарском престолу. Упоредо са ратовима у Угарској, водиле су се борбе са Србима, који су се у борби за ослобођење од византијске власти ослањали на суседну Угарску. Устанци Срба су учестали, Рашка је постала за Византија легло сталних немира. Истина, Манојло је успевао сваки пут да угуши те устанке, али он није могао да им учини крај, ма колико да је често мењао неверне рашке жупане. Године 1166. постављен је за великог жупана Стефан Немања, али се он ускоро, и то мимо свих очекивања одметнуо од византијског цара. Вести о овом периоду наше историје веома су малобројне и мутне и човек тешко може добити праву слику о развоју прилика. Није јасно како се Немања, миљеник цара Манојла, нашао доскора као противник Грка. Међутим, велики Манојлови успеси према Угарској променили су ситуацију, одузевши Србима угарску подршку. Савез са Млецима показао се недовољно ефикасним, и кад је цар 1172. г. упао у Рашку с јаком војском, Немања је одустао од отпора који је постао безизгледан. Морао је да изјави своју покорност према специјалном ритуалу који је био уобичајен у сличним приликама, и да приликом свечаног царевог повратка у Цариград корача у његовој тријумфалној поворци. Висок и наочит, Немања је био од свих примећен, а цариградска публика, као и њени писци, није штедела подсмеха на његов рачун. Када се српски владар потчинио 1168. године (према Хонијату) византијском цару Манојлу Комнину, историчар Никита Хонијат је сажето написао: „ (...) коначно је своју сопствену главу ставио пред цареве ноге,висок свом дужином свом се опружи и замоли да му никакво зло не учини. Наиме, он се плашио да сам не буде на неки начин лишен управе над Србима и да власт не буде пренесена на оне који су достојнији од њега да владају, а које је он збацио попевши се сам на престо.“. Оваква ритуална форма у највећој мери подсећа на обичај који се практиковао на западу тзв. дедиције (lat. dediciones). О потчињавању Стефана Немање говори и Јован Кинам. Победа над непокорном словенском земљом и њеним великим жупаном слављена је у патетичним говорима дворских ретора и приказивана на фрескама у царском двору. После ове тешке лекције Немања више није ни помишљао на отпор против Манојла. Сав се дао на сређивање прилика у својој држави. Манојло I је угледајући се на очев пример насељавао српске војнике по византијским провинцијама, код Сердике и на другим местима. Он као и његов претходник су покушали да на новој основи успоставе систем стратиотских имања, подлогу некадашње византијске моћи. Стварање нових стратиотских имања и насељавање нових стратиота, макар и туђинаца, значило је, донекле, враћање јакој војној организацији, занимљиво је да су за то као и у VI веку, и сада у великој мери искоришћени Словени. Међутим, насељавањем само страних заробљеника ова организација није могла да се истински обнови. После Манојлове смрти 1180 године ситуација се доста променила. Манајлов ауторитет је у знатној мери деловао и на мирољубиви став угарског краља и на послушност великог жупана Стефана Немање. После Манојлове смрти нестало је са ове личне везе, а очигледно слабост Византијског царства постала је јасно видљива. Исто тако су брзо пропали и сви плодови дугих и тешких борби против Срба, који ће сада успети да ослободе своју земљу од византијске власти. Угри и Срби су 1183. године као савезници упали у Византију и опустошили Београд, Браничево, Ниш и Сердику. У борби против Византије, Немања је успео да осигура својој земљи независност, и да, на рачун Византије знатно прошири своју власт на Зету, која се под његовим вођством спојила са Рашком у један државни организам. У том истом периоду дошло је и до подизања устанка у напаћеној и порезима преоптерећеној Бугарској, који је на крају довело до потпуног одвајања ове области од Византије и оснивања Другог бугарског царства. Током двовековне византијске владавине у Бугарској и Македонији тј. од краја Првог до стварања Другог бугарског царства словенски елеменат осетно је слабио, и то не само због хеленизације тих земаља, већ и због јачања других народности на рачун Словена као пто су на југу Јевреји и Јермени, одн, на северу Кумани, Печенези и Власи. Византија није била у стању да угуши устанак и да се упушта у дуже ратове. Велики жупан Стефан Немања је потпомагао Бугаре и искористио византијско-бугарски рат да још више прошири своју територију на рачун Византије.
Гроб Господњи поново је пао под власт неверника. Пошто је проширио власт на Сирију, Саладин је 1187. године упао у Палестину, што је био повод за нови крсташки рат, овог пута под вођством Фридриха Барбаросе. Неугодан Византинцима, Барбаросин долазак добро је дошао Јужним Словенима. Неизбежна затегнутост између Византије и немачког цара могла је само да користи јужнословенским државама. Срби нису више могли да се ослањају на Угарску, јер се Угарска била нагодила са Византијом. Сада је Немања затражио подршку моћног немачког цара, а исто су то учинили и Бугари. Немања у пратњи свог брата Страцимира, дочекао је 1188. године у Нишу с великим почастима. Немачки цар водио је преговоре са српским великим жупаном као и са бугарским изасланицима. Срби и Бугари понудили су му вазалну заклетву и савез против Византије. На путу за Софију наиђоше крсташи на грчку војску, која се тобоже упутила против Немање, али је у ствари спречавала пролазак крсташа. Она је овде долазила са њима у сукоб у Тракији је дошло до правог непријатељства, и тамо он се решио и да прими понуде Срба и Бугара, који су му могли бити од знатне војничке користи. Сам Немања је ценио своју војну помоћ на 20.000 људи. Он је пошао за крсташима све до Трајанових врата, па је одатле скренуо на даља освајања, а цару Фридриху је послао своје изасланике у Адријанопољ, ту је цар наредио свом сину да дође пред Цариград са флотом. Међутим, након тога Исак II је попустио и у фебруару 1190. г. је потписан мир. После погибије Фридриха Барбаросе, Византија је поново добила слободу кретања на Балкану. Не губећи време, Исак II је кренуо против Срба, који су искористивши сукоб Византије са Барбаросом, освојили и порушили Призрен, Скопље и низ других византијских  градова у области Струме. У јесен 1190 г. Немања је подлегао у бици на Морави и морао је да закључи мир. Он је вратио Византији земље освојене у току последњих година, али је задржао своја ранија освајања. Склапањем формалног уговора о миру, Византија је изрично признала самосталност српске државе. Између византијског и српског владајућег дома успостављене су и родбинске везе. Немањин син Стефан ожењен је царевом синовицом Евдокијом, а додељивање титуле севастократора значили су високо одликовање. Такви услови мира показују најбоље колико је Немања ојачао, колико се Србија дигла и како се њена снага и осетљивост Немањина сад, ипак поштовала. При ранијим поразима су српски жупани били ако спасу главу и одрже престо; византијска милост личила је често на милостињу, и добијала се често уз највеће унижавање. Сад, међутим, са Србијом се преговара, чине јој се уступци и тражи се њено пријатељство. Истина, то се дешава у доба Исакова, а не у Манојлово; у време кад Византија већ тешко болује од домаћег рата. Касније, по доласку Алексија III Анђела на царски трон, након свргавања и ослепљивања Исака II ствари се мењају у повољном смеру по Србе. Чињеница да је таст Стефана Немањића постао цар, утицала је свакако на промену владе у Србији, где је ускоро после тога власт преузео царев зет севастократор Стефан. Немања се 25. марта 1196. године одрекао престола у Стефанову корист, да би се као калуђер повукао у Студеницу, а затим да би се придружио свом најмлађем сину Сави, који је већ неко време, пре тога боравио у Светој гори. У међувремену Сава је пронашао стародревне рушевине манастира Хиландара, које су припадале Ватопеду. Разговарао је са игуманом о обнови запуштеног манастира. За ово је била потребна дозвола византијског цара. Са игумановим благословом Сава оде у Цариград и успе од цара да добије, печатом потврђену, дозволу којом се Ватопеду даје одобрење да може обновити Хиландар, који би му био подређен као манастир. Да би утврдио независност Хиландара, као српског манастира, Сава је ишао код византијског цара Алексија III Анђела који је без оклевања испунио све што му је Сава тражио. Припремио је повељу на пергаменту са својим златним печатом и потписом. Заједно са тим предаде Сави своју царску палицу и још неколико дарова, који се до данас чувају у хиландарској збирци. Сада већ као монах, Симеон (Мироточиви) у споразуму са светогорском општином и сином Савом, а по претходној дозволи цара Алексија, пуном пажње према њему и сину Сави, подиже 1198. своју последњу задужбину Хиландар на Светој гори

### Стефан Немањић(са прекидом велики жупан 1196–1217; краљ 1217–1227)
Могло се очекивати да ће Стефанова влада отворити нову еру византијског утицаја у Србији, мада до тога због слабости византијске владе није ни дошло. Одлучујући утицај у Рашкој, као и у Босни, добила је већ идућих година моћна римска курија и њен експонент Угарска. Најстарији Немањин син Вукан, који се морао задовољити Зетом и због тога се осећао запостављеним, дигао се против брата ослањајући се на управо поменуту Угарску  и римску курију. Не уздајући се у помоћ Византије, Стефан је такође тражио спаса у споразуму са Римом. На Цариград је тако мало рачунао, да је чак отерао своју супругу, Византинку. Међутим, Вукан га је предухитрио. Уз помоћ Угара збацио га је са престола и преузео власт (1202), пошто је признао папину супрематију и суверенитет Угарске. Истина, Стефан је ускоро повратио престо, али не византијском већ бугарском помоћи. Догађаји у Србији нарочито јасно показују како је нагло опадала византијска моћ: 1195. године Византија је још могла да утиче на промену на српском престолу, а неколико година доцније она је коначно испала из игре, препустивши Србију римско-угарском утицају. Тако је, уочи пада Цариграда не само Србија, већ и Бугарска потпала под утицај Рима. После дужих преговора, бугарски владар Капојан је признао папину супрематију.
Након овога, настаје судбоносни тренутак у историји, може се слободно рећи, читавог Балканског полуострва. Десио се Четврти крсташки рат, са млетачким дуждом Енриком Дандолом на челу, са чијом ћерком Аном се Стефан Првовенчани оженио 1207. године и имао сина Уроша и ћерку Ренијеру, Бонифацијем Монфератским и др. Пао је вековима неосвојиви Цариград, и то од руке хришћана. Од оснивања „Новог Рима“, многе војске и многобројни народи са га опкољавали како са мора, тако и са копна, као што су Јужни Словени, Бугари, Авари, Персијанци, Арабљани, Руси, Кумани, Печенези и др. но сви ти покушаји били су безуспешни, веровало се да је тај град под небеским Божијим окриљем, да су његови бедеми неуништиви. Доласком Латина у престоницу Византије многе ствари су се измениле. Међутим, некако после грађанских ратова са локалним династима, као лидер одметнуо се Теодор Ласакрис и приступио изграђивању нове византијске државе, изабравши Никеју за своју престоницу. Сада је он важио као једини законити цар Византинаца, а исто тако је и нови патријарх у Никеји сматран за јединог законитог поглавара грчке цркве и као такав носио титулу васељенског цариградског патријарха. Насупрот латинском цару и патријарху у Цариграду, сада су у Никеји постојали византијски цар и патријарх, Никеја је постала државни и црквени центар из Цариграда потиснутих Византинаца.
У то доба и Јужни Словени су већ сматрали Никејско царство за наследника старе Византије и за средиште православља. Сава се мимо Охридске архиепископије, којој је дотле била потчињена српска црква, 1219. г. обратио Никеји, те га је исте године никејски патријарх свечано рукоположио за аутокефалног архиепископа Србије. Две године пре тога Стефан Првовенчани примио је из Рима краљевску круну. Стварање српске независне цркве имало је за младу српску краљевину велики значај. Уједно је српско признање врховних права никејског патријарха, од кога је први српски архиепископ примио посвећење и чије се име отада спомињало по српским црквама, подигло углед Никејског царства и знатно проширило његов културни утицај. Но то је изазвало негодовање код охридског архиепископа Димитрија Хоматијана. Посебно треба споменути протесно писмо св. Сави из 1220 г. у коме Хоматијан протестује против оснивања аутокефалне српске архиепископије. Свети Сава после тога са Свете горе одводи српске монахе да буду митрополити у новоствореној аутокефалној архиепископији. У то време настаје и Номоканон Св. Саве. У науци се сматра да са овом кодификацијом византијског права на почетку XIII века Србија добија кодекс чврстог правног поретка и постаје правна држава у којој је утврђено богато наслеђе грчко-римског права. Свети Сава је на тај начин више но било чим другим учинио Србију земљом европске и медитеранске цивилизације. Најважнија особина овог законика је да је Сава по угледу на Епанагогу, о којој је већ било речи, по питању регулисања односа цркве и државе прихвати управо редиговани византијски модел. Теорија симфоније је Србима постала позната преко Законоправила Светога Саве, а не, као што неки тврде преко законодавства цара Душана. Регулишући однос између државе и цркве применом византијског система симфоније, Свети Сава је укључио у Законоправило превод са грчког језика Зборника Јована Схоластика у 87 глава из шестог века, где је обухваћен увод 6. Новеле цара Јустинијана. Он је такође у Законоправило унео и одредбе Прохирона, али како је већ поменуто, га је превео као Закон градски. Тај други део зборника сачињава претежно световно византијско законодавство у чијој основи лежи старо римско право. Интересантно је да су одредбе из брачног права, које у савременим правним системима представљају посебну целину које је издвојена из црквеног и припојена световном праву, у Номоканону је део црквеног права. Законоправило се, између осталог разликује од осталих Номоканона по томе што је садржало тумачење двојице чувених византијских канониста из XII века Аристина и Зонаре, при чему је предност дата Зонари. Такође, творац Номоканона архиепископ Сава је као грађу за свој зборник права користио и Номоканон у 14 наслова (тзв. Фотијев номоканон, који је постао обавезан за све хришћанске цркве од почетка Х века). Симфонијско-сагласни црквено-државни зборник је 130 година био у пуној важности, како у цркви, тако и у држави. Касније је донет Душанов законик, одредбе канонског и црквеног права из Законоправила остале су на снази у српској цркви. Српско свештенство је током дугих векова ропства кроз цркве и манастире сачувало Номоканон. Он се у ХIII веку преко Бугарске нашао чак и у Русији, који се од 1653. године појављује у њиховој штампаној верзији и увелико назива Крмчијом или Кормчајом. Отуда се већ он јавља на самом почетку Првог српског устанка, тачније маја 1804. године када се појавио и први устанички закон Србије, који није сачуван, али је остао упамћен као Закон Проте Матеје Ненадовића. Законоправило је чувано и касније, а то се види из одлуке Светог Архијерејског Сабора СПЦ из 1939. г. којом је прописано да: „Крмчија има важити као званични наш канонски зборник све док се не замени новим“ („Гласник СПЦ“, за 1939. годину, стр. 356).
Убрзо ситуација се мења на спољнополитичком плану, Бугарска долази до изражаја. После свих својих сјајних успеха свестан своје снаге бугарски владар Теодор се прогласио за цара. Његово крунисање и помазање извршио је охридски архиепископ Димитрије Хоматијан, замеривши се тиме сасвим природно, не само никијском цару него и никејском патријарху, на његове жучне протесте одговорио му је Димитрије да се овај био огрешио о његова права када је рукоположио Саву за српског архиепископа. Ваља споменути овде и краља Стефана Радослава Немањића рођеног 1192. године, сина Стефана Првовенчаног и његове супруге Евдокије. У Жичи га је такође крунисао сам архиепископ Сава. Радослав је био ожењен Гркињом Аном, кћерком епирског деспота Теодора I Анђела. Водио је политику изразито оријентисану према Византији, и чак се потписивао као „Стефан Дука“. У Дубровник бежи након што је био збачен од властеле, незадовољне принчевим претераним гркофилством. Сава га је очински примио у Србији и замонашио. Упокојио се као монах Јован 1235. г. и сахрањен је у Студеници. Србија, једно време долази под утицај бугарског цара. Теодоров зет Радослав, збачен је, а власт је преузео његов брат Владислав који се оженио Асеновом ћерком. Никеја је пристала на оснивање бугарске патријаршије у Трнову. Положај Бугарске се још више променио после пада Михаила Асена. У Бугарској су избиле унутрашње борбе и на престо у Трнову попео се потомак Немањића, Константин Тиха који се оженио ћерком Теодора II Ласакриса, Ирином Ласакрис.
Након тога се створила јака коалиција која је претила да у последњем тренутку осујети рестаурацију надирућег Византијског царства. Сепаратистичке снаге супарничке грчке државе у Епиру и латинске снаге у Грчкој ујединиле су се са сицилијанским краљем против Никеје. На страну тог тројног савеза стао је и српски краљ Урош I. Његова војска је 1258. запосела Скопље, Прилеп и Кичево. Али Срби су напустили те заузете градове после годину дана,пошто је Византија пружила велики отпор савезницима. Са доласком на власт Карла Анжујског, господара Сицилије отворено су започете агресивне намере против Царевине. Поред Ахајског кнеза Карло је нашао и друге савезнике јер је Михајло VIII имао и друге непријатеље. Србија и Бугарска стале су уз њега пошто су и политички и династички разлози наводили јужнословенске владаре да се придруже византијској коалицији. Бугарски цар Константин Тих био је зет Јована IV Ласкариса кога је Михајло VIII збацио са престола и ослепео, а српски краљ Урош I који је био ожењен француском принцезом очекивао је да ће савез са Карлом Анжујским помоћи ширењу његове земље на рачун Византије. Преговори о удаји Михаилове кћери за Урошевог сина Милутина нису довели до резултата. Зато је Михаило успео да се споразуме с Угарском. Његов син Андроник ожењен је са ћерком Угарског краља Стефана. Ускоро после тога Андроник је 1272. године крунисан за цара и савладара и добио врло широка овлашћења, која византијски савладари у раније време нису имали. Док је Карло Анжујски развијао све већу акцију на Балкану појачан је такође савез са Србијом и Бугарском: 1273. године дошла су на Карлов двор посланства српског краља и бугарског цара. Сви непријатељи Византије – Латини и Грци, Словени и Албанци ујединили су се под вођством Карла Анжујског који је већ пружио руку за цариградском круном.

### Милутин Немањић(краљ 1281–1322)
На сабору у Лиону 1274. године званично је проглашена унија са римском куријом била је потписана од стране цара. Унија која је у току више од два века била један од главних циљева римске политике и предмет многобројних али увек безуспешних преговора постала је стварност. У споразуму са Карлом Анжујским, севастократор Јован Тесалијски и краљ Милутин упали су 1282. године у Македонију. Српски краљ је заузео Скопље, које је Византија тиме заувек изгубила. Одбрамбена борба Михајла VIII против освајачких подухвата Запада завршила се победом. Његова настојања да успостави византијску власт у старим византијским земљама имала су, међутим, и поред свих напора скромне резултате. Србија је почела да се шири ка југу на рачун Византијског царства. Српско надирање ка византијском југу, започето још у Немањино доба улази сада у одлучујућу фазу. Откако је краљ Милутин 1282. одузео Византинцима Скопље упади Срба у византијске области нису више престајали, они су у међувремену преотели и луку Драч. Византинци су најзад 1297. године преузели противнапад под заповедништвом истакнутог војсковође Михајла Главаса али овај последњи напор је остао узалудан. Према младој  словенској држави истрошена Византија била је немоћна. Тада је Андроник II решио да се са Србима нагоди и понудио је краљу Милутину уговор о миру и брак са својом сестром Евдокијом, удовом трапезунтског цара Јована. Веза са Византијом пружила би Милутину подршку у борби с братом Драгутином, а брак са византијском принцезом много би подигао његов углед. Иако је снага Византије дубоко опала, старе традиције су још биле живе и византијски царски дом није још био изгубио свог престиж код суседних држава. Утолико веће било је веће Милутиново огорчење када је Евдокија одлучно одбила да се уда за њега. Византијска влада није могла више да одустане од учињене понуде и, с обзиром на претећи став који је Милутин заузео, Андроник II се решио да му за жену да своју петогодишњу кћер Симониду. Цар је прешао преко протеста свог клера, против удаје мале Симониде за српског владара већ ожењеног и у трећем браку са бугарском принцезом. Српски краљ са своје стране, морао је да ублажава одлучно противљење своје властеле миру са Византијом јер српска властела имала је највише користи од освајања византијских земаља и била је главни покретач и инспиратор ратова са Византијом. После дугих преговора због којих је Теодор Метохит пет пута одлазио у Србију, који нам иначе, оставља драгоцене податке о Србији тога доба, у пролеће 1299. године потписан је уговор о миру и прослављена Милутинова свадба са малом византијском принцезом. Освојене земље северно од линије Охрид, Прилеп, Штип Милутин је задржао под видом мираза.
Уговор о пријатељству са Византијом много је допринео ширењу византијског утицаја у Србији. Византијски обичаји уводе се на српски двор, византијске институције продиру у државну управу, византијска култура делује на читав јавни живот. Већ тада почиње у Србији „византинизација“ која ће доћи до пуног изражаја у Душановој држави. Истина, политичка ситуација ће се често мењати и Србија ће често ратовати са Византијом, али ће византијски културни утицаји у Србији деловати утолико интензивније уколико Србија буде ширила своје границе на рачун Византије и дубље продирала у старе византијске земље. Српско–византијска школа која се тако назива у архитектури, развила се управо у периоду владавине краља Милутина (1282 – 1321), потрајала је до битке на Марици 1371. године. Споменици ове школе настали су на простору Косова и Метохије те у околини Скопља, Тетова, Штипа и Кратова. Цркве ове школе показују изразито снажне утицаје приспеле из византијске архитектуре. У питању су грађевине основе уписаног крста са једном или пет купола. У обради фасада уочљиво је зидање каменом и опеком, типично за позно византијско градитељство. Једну специфичност у начину осликавања фресака а заступљена је и у српским и византијским земљама је византијско плава боја. Боја је постојана упркос вековима који су прошли, а раскоши доприноси скупоцени сликарски материјал: Остаци злата на ореолима и одећи, и византијско плава боја, која је у Србију стигла у у средњем веку, са византијским стилом.Нису сви наши средњовековни манастири имали довољно средстава за сликање тим тоном, који је био у то време јако скуп. Однос је био: Грам лапис лазулија, грам злата, па су се они сегментално или повремено користили у неким деловима. Постојале су тада књиге које су се звале 'Jерминије', које су тајно скривали и преносили од генерације до генерације, технологије и начин како се користе и лапис и остале боје. Лапис лазули, веома ретки и скупоцени полудраги камен, вадио се у далеком Авганистану, а потом уситњавао до пигмента и скупо продавао широм света. Немањићи за своје задужбине на лапису нису штедели. У тој плавој је учествовало доста и других тонова, који су обједињавали и стварали тај утисак који је требао да се доживи – тај титрави, ваздушасти осећај у позадини тих сцена које су сликали у црквама, што сада можемо да видимо и ми у Дечанима, у Сопоћанима, Студеници, Милешеви и осталим манастирима. Данас лапис лазули није скуп, византијско плава боја се добија и синтетичким материјалима, а брижљиво чувана рецептура за ову боју више није тајна. Међутим, српски храмови обојени лаписом једнако сведоче о намери њихових градитеља – да се најдрагоценијим и најлепшим украсе велелепна здања посвећена Богу, и трају у вековима који долазе.
Милутин се све више окреће Византији и штавише 1313. г. послао византијском цару помоћни одред од 2.000 коњаника, који се успешно борио против Турака селџука. Андроник II свакако није био државник већег формата, а није био ни тако слаб ни неспособан како се обично тврди. Ирина од Монферата, друга жена цара Андроника, тражила је да се царство подели међу синовима. Андроник II је категорички одбио захтеве своје жене, услед чега је дошло чак до раскида. Царица је напустила престоницу и отишла у Солун, ступила је у вези са својим зетом, краљем Милутином, и покушала сада да једном од својих синова да осигура наследство престола у Србији, Стефан Дечански се због намере његовог оца да српски престо остави свом шураку Византинцу, брату краљице Симониде 1314. године побунио.
Стефан бива ухваћен и доведен у Милутинову престоницу Скопље, где га очеви дворјани ослепљују и одводе заједно са женом и двојицом малолетних синова у Цариград, и предају Милутиновом тасту византијском цару Андронику II, који га је заточио најпре у један дворац а онда у манастир Пантократор где није смео нико да га посећује. Посредовањем монаха манастира Хиландара и настојањем самог архиепископа српског Никодима, краљ Милутин најзад дозвољава Стефану повратак у отаџбину. После пуних седам година око 1320. године се враћа у Србију. Своју задужбину, манастир Дечане је управо посветио успомени на Цариград и своје заточеништво. Помиње се да је паниперсеваст Јован Палеолог решио да своју солунску област отцепи од Византијског царства и у томе је затражио помоћ од краља Стефана Дечанског, свог зета и пошао на његов двор у Скопље. Забринута царска влада пожурила је да му понуди титулу савладара, али је он умро још за време боравка на српском двору 1327. године. Све веће јачање Србије довело је до поновног зближења Византије и Бугарске, између новог цара Андроника III и бугарског цара Михаила Шишмана који су успоставили мир и склопили савез против Србије. Међутим, до заједничке акције није ни дошло. Андроник III је, истина, упао у српски део Македоније, али пре него што је византијска војска успела да ступи у борбу пала је 1330. године код Велбужда велика одлука, и на вест о поразу својих савезника византијски цар се повукао. Бугарска војска је била уништена, сам Михајло Шишман погинуо је у бекству. На бугарски престо враћена је сестра Стефана Дечанског Ана са сином Иваном Стефаном.

### Душан Силни(краљ 1331–1346; цар 1346–1355)
Битка код Велбужда означавала је прекретницу у судбини балканских земаља. Решивши судбину Македоније у корист Србије, ова битка је ударила темељ српској превласти на Балкану. У току наредних деценија историја балканских земаља стоји у знаку те превласти. У Србију властела се дигла против Стефана Дечанског и предала власт његовом сину Стефану Душану. Јужнословенски владари закључили су чврст мир и Душан се оженио сестром бугарског цара Јеленом. Нови српски краљ сместа је кренуо са својом властелом у освајачки рат против Византије. Од доласка на власт, током целе своје славне владавине Душан је био експонент снажене воље српске властеле за освајање византијских земаља. У пролеће 1334. године ступио је у службу српског краља један угледни византијски пребег. Сиргијан који је за време грађанског рата одиграо водећу улогу  прво у једном а онда у другом табору, побегао је из Цариграда бавио се дуже време у Галати, на Евбеји, у Албанији и дошао је најзад на Душанов двор. Овај вешти и искусни човек учинио је Душану знатне услуге у борби против Византије . Већ тада су опале многе важне византијске тврђаве у Македонији као Охрид, Прилеп, Струмица, Костур. Тек јаке зидине Солуна зауставиле су победоносно напредовање српског краља, најпосле један царев човек је успео да убије Сиргијана. Душан је прихватио понуду византијског цара за мир јер је са севера његовој држави претио напад Угара. На састанку Душана и Андроника III августа 1334. године, закључен је уговор о миру по коме су Срби задржали већи део освојене Македониије са Прилепом, Охридом и Струмицом. Управо у тренутку кад су се отцепљене византијске покрајине најзад поново припојиле царству, сенка Душанове моћи већ се била наднела над њима. Свега неколико година доцније Душан је освојио арбанаско подручје, а ускоро затим и цео Епир и Тесалију. Византија је била у стању да у повољним приликама, вештом и одлучном политиком постигне извесне успехе, али не и да задржи плодове својих тренутних победа. После владавине Андроника III у Византији бесни грађански рат, дворске сплетке и страначке борбе испуњавале су живот византијске престонице. Међутим, спољнополитичке невоље њу нису чекале. Турци су већ увелико пљачкали трачку обалу, Срби су поново продрли до Солуна, а и Бугари претили ратом.
Овде би требало и споменути још једну нит која везује две државе и два народа. Реч је о исихазму, најзанимљивијем верском покрету позновизантијске епохе. У XIV веку исихазам је добио карактер посебне мистичко-аскетске струје. Прави оснивач тог покрета био је синајски калуђер Григорије, који је тридесетих година XIV века обишао византијске земље, проповедајући своје мистичко-аскетско учење. Учење Григорија Синаита наишло је у византијским манастирима на јак одјек. Нарочито велико било је одушевљење у Светој гори. Његова теолошка дела су превођена са грчког на српскословенски језик, углавном тај покрет се раширио и на тадашње српске земље, што је посведочено у околини Скадра за време Јелене Балшић, кћери цара Лазара. Остарела супруга двојице владара, жена дипломат, пред смрт све је више мислила о вредностима које „нису од овога света“. Никон Јерусалимац, Јеленин лични исповедник, саставља за своју господарицу Горички зборник (1441—1442) у коме се јасно из текста виде елементи тог учења што нас јасно упућује да је оно и у српским земљама било нашироко заступљено. За време Душановог боравка на Светој гори, ради спашавања од тзв. беле смрти тј. куге која је тих година харала и покосила приближно половину Европе, десио се сусрет са Григоријем Паламом, једним од водећих идеолога исихазма. Ово жариште православља постало је средиште исихазма, касније је на саборима признато као званично учење грчке цркве.
После пораза у грађанском рату и слома племства, Јован Кантакузин, лишен сваког ослонца у царству, повукао се са око 2.000 људи према српској граници и затражио Душаново гостопримство и помоћ. Мешање у византијски грађански рат одговарало је интенцијама српског краља и српске властеле, жељне освајања. Српски краљ и краљица дочекали су византијског претендента у Приштини с великим почастима (јул 1342.). Кантакузин је дуго остао у Србији. Његови преговори с Душаном и српским великашима довели су до споразума и склапања савеза. Међутим, походи савезника на јаки Сер нису имали успеха ни 1342. ни 1343. г. Кантакузинова пратња спала је на 500 људи и његов положај постао је сасвим безизлазан, кад му је изненада стигла вест да га је Тесалија признала за цара, земља великих магната придружила се вођи византијског племства. Успеси византијског претендента убрзали су његов раскид са српским краљем. Душан је убрзо напустио Кантакузина и пружио руку цариградском регенству које се свим средствима трудило да задобије његову благонаклоност. Његов син Урош верен је са сестром младог краља Јована Палеолога (лето 1343). Уместо савезника Кантакузин је сада имао у Душану противника. Али је он имао још једног савезника, аидинског емира Умура који је уживао подршку Турака, прво Селџука, а онда и Османлија. Са своје стране, влада легитимног цара Јована V Палеолога полагала је све наде у подршку јужнословенских држава, јер је поред Душана, придобила за себе и бугарског цара Јована Александра. Током 1343 г. Душан је, најпре као Кантакузинов, а онда као Палеологов савезник, заузео Воден, Костур и Хлерин и завршио освајање Албаније, која се сада, са изузетком анжујског Драча, налазила сва под његовом влашћу. После победе Јована Кантакузина у грађанском рату и његовог признања за цара, противничка страна, радикални зилоти су се још држали у Солуну као одметници од званичног Цариграда и одбијали су да признају Кантакузина, али је крај њихове владавине било само питање времена. Осећајући да се њихова власт љуља, зилоти су ступили у преговоре са Србима, желећи пре да град предају Душану, него Кантакузину. Међутим, крајем 1349. године зилотска влада је пала. Њихов вођа Андрија Палеолог побегао је Србима. Од унутрашњих борби у Византији највише користи је имао Стефан Душан. Грађански рат, који је разорио и осакатио Византију, омогућио је стварање Душанове велике силе. Сем Солуна, цела Македонија до Месте се налази у његовим рукама, пошто је, после више узастопних напада, 24. септембра 1345. г. пао и јаки Сер. Већ после заузећа Сера Душан је писао Млетачкој републици да је постао „господар готово целога Царства Ромејског“.
Ускоро после заузећа Сера Душан је узео титула цара Срба и Грка. Ова титула показује његову намеру да коначно сруши Византија и да га замени новим царством, Срба и Грка. Борба са Византијом око превласти значила је за Душана, као некада за бугарског Симеона, борбу за царско достојанство, највиши израз византијске политике и врховне супрематије. А стварање царства повлачило је са собом и оснивање патријаршије. У Скопљу, на Ускрс, 16. априла 1346. г. нови патријарх Јоаникије званично, крунисао је Душана за цара. Свечаном чину крунисања присуствовали су трновски патријарх, аутокефални охридски архиепископ и представници светогорских манастира. Света гора се налазила под Душановом влашћу и Душан се много трудио да стекне благонаклоност и признање овог најугледнијег центра грчког православља. Дуго је боравио, као што је већ речено, у Светој гори и излазио у сусрет свим жељама њених славних манастира, делећи им поседе и привилегије. Никада светогорски манастири нису уживали таква неограничена имунитетна права као под Душановом влашћу. Душан је завршио освајање епирски области и припојио свом царству Тесалију 1348. године. Управу у Епиру поверио је свом полубрату Симеону-Синиши, а Тесалију Прељубу, кога је уздигао за ћесара. Што се тиче Душанових освајања најважније је рећи да је са мало напора без иједне веће битке на отвореном пољу, Душан одузео Византији преко половину њених преосталих земаља, а територију своје државе готово удвостручио. Војне операције сводиле су се углавном на опсаду појединих градова, који већином нису дуго пружали отпор. Душанова власт се протезала од Дунава до Коринтског залива и од Јадранског до Егејског мора. У дворским обичајима, уређењу и правном поретку Душаново царство се умногоме угледало на византијске узоре, нарочито у свом јужном делу. Али у новоосвојеним грчким областима на челу управе стајали су, одликовани византијским титулама, представници српског племства, Душанови ратни другови, главни добитници његових победничких ратова. Затечен ред је углавном сачуван, али се владајући слој мењао. Доиста, чинило се да је потребан још само један последњи напор па да се освоји и сам Цариград и да велики циљ буде остварен. Но ни овај тријумф ни Душан, као ни ономад Симеон, није доживео. Њему, а и Душану је недостајала флота, а без флоте освајање Цариграда било је једноставно немогуће. Сви његови покушаји да добије помоћ млетачке поморске снаге остали су узалудни. Млеци нису имали рачуна да у Цариград, на место слабе византијске владе, доведу јаког српског цара. Византијска територија била је ограничена на Тракију и острва у северном делу Егејског мора, немирни Солун, одсечен Душановим освајањима и један део далеког Пелопонеза. Тешког потиснут од Урхана и Кантакузина који су пустошили и пљачкали византијски део Тракије, Јован Палеолог је позвао у помоћ Србе и Бугаре и добио је помоћ од Душана, коме је послао као таоца брата, Михаила Палеолога, одред од 4.000 коњаника, према Кантакузину чак и 7.000. Међутим, ни Урхан није изневерио свог пријатеља Кантакузина, већ му је послао 10.000 људи под заповедништвом свог сина. На тај начин одлука у борби између два византијска цара налазила се у рукама Турака и Срба. Победила је надмоћнија турска страна. Бугари су се повукли пред јаким турским одредима, а српске трупе и византијска војска Јована V потучене су у бици код Димотике.
Пред крај описивања славне и грандиозне владавине цара Душана треба завршити са доношењем Душановог Законика, који симболизује врхунац културног успона српске државе након свих бурних периода кроз које је пролазила. Поред свих освајања, добијених битака, упеха у дипломатији, уздизања државе у ранг царства, а цркве у ранг патријаршије подигнутих и дариваних манастира, обновљених и изграђених утврђења и бедема, овај правнички зборник је оставио је најупечатљивији траг читавој његовој епохи, који и дан данас представља главну асоцијацију када се помене цар Душан. Уз Законоправило, Душанов законик је један од основних извора српског средњевековног права. Он, када је заузео бројне византијске градове, који су одраније имали бројне привилегије, међу којима се посебно истиче градско судско суђење. По заузећу, издао им је повеље, којима је потврдио затечено правно стање, укључујући и судство. И Душанов Законик је најпре потврдио градске привилегије, а затим је у члану 176. потврдио право новоосвојених византијских градова на градски мешовити црквено-световни суд. Српска власт у тим градовима, као што су Јањина, Сер, Зихна и др. само је преузела мешовити црквено-световни суд, установу која је постојала у  византијском правном систему доба Палеолога. Озакоњење и чак учвршћење градског судског уређења, легитимисало је Душана царем у очима нових невољних поданика, учешће локалних угледника у градском мешовитом суду значило је задржавање њихових старих привилегија, али и прихватање новоуспостављене власти. У Душаново време су настале две компилације из византијског права: такозвани Јустинијанов закон и Скраћена синтагма. Те две компилације су преведене на српскословенски језик и модификоване према потребама српске државе и цркве. Због тога се у науци Душанов законик често разликује од Душановог законодавства, које понеки аутори називају Душановом трипартицијом. Јустинијанов закон био је кратка компилација од укупно 33 члана, претежно посвећена регулисању аграрних односа. Највећи број одредаба је преузет из Земљорадничког закона, затим из Василика, Прохирона и Еклоге. Таква компилација није постојала на грчком језику и може се рећи да је изворна и самостална творевина српских правника. Синтагма је била номоканон, тј зборник световног и црквеног права. Синтагму је 1355. Године саставио солунски калуђер Матија Властар. У грчком оригиналу сви прописи су били груписани у 24 такозвана састава, распоређени према редоследу грчке азбуке. У оквиру састава били су прописи о предмету чији је назив почињао одговарајућим словом. Синтагма је имала укупно 303 предмета. Приликом излагања предмета најпре су били навођени канони, па закони и најзад тумачења. Властар је користио тумачења Јована Зонаре и нарочито Теодора Валсамона. Коментари Теодора Валсамона су били посебно проблематични јер су тендензиозно истицали надмоћ Византије у државном и црквеном погледу, у православној васељени. У Душаново законодавство је ушла посебна редакција Синтагме, које нема у грчким рукописима и која је оригинална српска верзија позната под називом Скраћена синтагма. Тако скраћена без византофилских одредаба и коментара, али већине чисто црквених прописа, Синтагма, у којој су остала само 94 поглавља од 303, била је вероватно примењивана приликом суђења у световним судовима.

## Крах српске државе и слом Византије
Један од најјачих претендената на византијско наследство ускоро је испао из игре: 20 децембра 1355. г. Душан је изненада умро, још млад и у пуној мушкој снази, с непуних педесет година, и није дочекао да своје организаторско дело изведе до краја. Млади цар Урош (1355-1371), био је још увек недорастао једној таквој одговорној титули, каква је царска, а и касније када је стасао није показивао ниједне црте очеве. Није био у стању да одржи под својим жезлом разнолике и слабо повезане делове очевог царства, речју није био ни добар војник, ни мудар државник, ни вешт тактичар. Царство, које је Душан исувише брзо изградио, почело је да се распада. Свуда су се на његовим рушевинама дизали мањи самостални или полусамостални владари. Први који је устао да поремети ред у српској држави беше Душанов полубрат Симеон, намесник у Епиру, коме је отац, Стефан Дечански, спремао престо још као малом детету и ради њега изазвао сукоб са Душаном. Он је био по мајци, васпитан и после дугог боравка међу Грцима, сматран као полугрк.Симеон је тражио за себе или царску круну или удео у царевању, као што је био обичај у Византији. Помоћ у овом подухвату дао му је његов таст, деспот Јован Комнин из Валоне. Грци, чим осетише да је у Србији нестало чврсте руке Душанове, њима се сместа поче јављати тежња да се ослободе од српског господства. Потомак старих епирских господара, деспот Нићифор, јави се већ у пролеће 1356. године у Тесалији и позва грчке сународнике да му се придруже у борби против Срба. За кратко време пристаде уз њега сав Епир и Тесалија. Симеон, на крају није успео да дође до српског престола, али је стварно одвојио из српске државне заједнице главни део грчких области. У својој престоници Трикали он је живео потпуно у грчком кругу, као какав грчки династ, посветивши се готово искључиво својим поданицима грчке културе. У његовим повељама грчко име иде пре српског, он се сам потписује само грчки и као грчки принц истиче своје порекло од Палеолога, а не од Немање. Неколико његових повеља очувано је нарочито у тесалским, веома живописним и на врло стрмим стенама подигнутим Метеорским манастирима, којима је био дарежљиви ктитор. Да слободни Грци из суседства Србије неће остати мирни чим осете да у Србији ствари не иду како треба, и да је нестало снажне руке Душанове, могло се и очекивати. Чим је сазнао за српске међусобице, напао је Матија Кантакузин, у заједници са турским одредом неких 5000 људи, српско подручје, мислећи да ће на доста лак начин моћи да га поврати својој држави. Али мимо очекивања, наиђе под Сером на добро спремљену српску војску, коју је водио ћесар Војхина. Грци и Турци бише потучени и нагнати у бег. Сам цар Матија, да спасе главу, сакрио се у неком тршмару близу Филипија, али га ту нађоше. Ухваћеног, Срби су га предали његовом противнику цару Јовану Палеологу, по наредби царице Јелене, која се налазила у свом серском граду, где је задржала власт, иако се одмах по Душановој смрти замонашила, и постала монахиња Јелисавета. Српске међусобно зараћене великаше на југу, шездесетих година XIV века, није чак ни надирућа турска опасност није успела да зближи, која је сваким даном била све већа и већа.
Тих година почињу турска освајања по Тракији, већ 1363. Адријанопољ Турци преносе своју престоницу. Видећи ту опасност од Турака, византијски цар Јован покуша да ступи у везу са Србима. Он упути, у лето 1364. године у Сер, српској царици монахињи, патријарха Калиста, да нађе базу за споразум и заједничку борбу према Турцима. Царица је била склона за споразум. Али, усред преговора, патријарх се разболи и умре у Серу, где би и сахрањен. После тога цар почиње преговоре са западним силама. У јужним царским областима убрзо у први план се истичу браћа, краљ Вукашин и деспот Угљеша Мрњавчевић, човек интелектуалног интереса и вешт у дипломатији. Познат је нарочито као помагач манастира. У Светој Гори, куда је лично одлазио, он је обновио манастир Манастир Симонопетра и обилато помагао Хиландар, у коме беше сахрањен његов таст ћесар Војихна и његов мали син Угљеша. Познат је и као помагач Арханђелова манастира код Габрова. Настављајући везе које беше почео 1364. године Васељенски сабор у Серу, он живо ради да измири обе цркве, Српску и Грчку, и да оствари политички савез са Византијом. У том послу помаже га и охридски архиепископ Григорије, као и друга свештена лица којима је тешко падало бачено цариградско проклетство, но тек је у мају 1371. године дошло до коначног разјашњења. Васпостављено је јединство између обе цркве, на штету наравно, Пећке патријаршије; али тај споразум није обавезивао све Србе него само поданике Угљешине, а сем тога био је и сувише привремен. Након тога долази и битка на Марици у којој у овом тексту неће бити подробније писано, то је један од најсудбоноснијих догађаја не само у историји српског народа, него и целог Балкана уопште. Турска сила је сломила најопаснијег војничког противника на Балкану који је, за разлику од осталих, иоле могао да се чврсто супротстави њиховој најезди. Србија је овим ударцем одједанпут сурвана у ред држава другог и трећег реда, којој је после тога недостајала не само снага недавног Душановог времена него и сама вера у њу. У Византији се није ништа много набоље променило ни заузећем Сера од Срба, након смрти Јована и Вукашина Мрњавчевића. Све већа опасност од Турака сасвим сигурно јој није ишла на руку, иако је била њихов вазал, њен опстанак је искључиво зависио од спољних чинилаца, како западних сила, тако и Османског царства, она сама је већ одавно била немоћна било шта да предузме. Период свеопште доминације Османлија, који је потврђен и после чувене Косовске битке, где су погинули како српски Лазар, тако и османски владар Мурат, услед јуначког и чврстог отпора српског народа који је на рубу Европе сам, без ичије помоћи, бранио готово читав стари континент и хришћанство од надирања немилосрдне и жељне освајања мухамеданске војске.

### Стефан Лазаревић(кнез 1389–1402; деспот 1402–1427)
Србија је постала турски вазал. После Лазара на чело државе долази његов син Стефан Лазаревић (Високи Стеван), вешт дипломата, спретан и вичан војсковођа, оличење храброг ратника, чак  надарени песник и законодавац,  који је својом политиком успео не само да Србију спасе од потпуне пропасти, већ и да је и даље одржи као једног од кључних фактора на Балкану. Његово је било да одрасте у тмини пораза свог онемоћалог племена. Његово је било да, сукобљен с јадом побеђених, спасава што се још могло спасти. Његово је било да погне главу пред победником који је одрубио главу његовом оцу – и још веће искушење да му принесе, као жртву и као плен, рођену сестру. Као ретко који политичар и државник успешно је балансирао између Запада и Истока, католика и православаца, ислама и хришћанства. Султан је позвао све вазале у борбу и с војском одлучно кренуо против непријатеља. Од српских кнежева одазвали су се Стефан и Вук Лазаревић, као и синови Вука Бранковића, Ђурађ и Гргур, који су почетком 1402. године признали врховну власт султана и повративши тако део породичних добара, били обавезни да прате Бајазитову војску. Како је страшни бој одмицао и постајао све крвавији, видевши да је битка изгубљена, и да су сами Турци напустили свог господара, кнез српски Стефан, је одлучио да се повуче према Бурси. У сукобу са Тамерланом 28. јула 1402. године турске трупе су катастрофални биле поражене у боју код Ангоре, у коме је и сам султан заробљен, он је том приликом и отео сестру српског кнеза Оливеру, који је на његов наговор касније враћена. Бајазитовом смрћу (9. марта 1403. године), престале су вазалне обавезе кнеза Стефана, али и цара Манојла II према свом сизерену. Хришћани су коначно, иако на кратко, могли да одахну. Кнез Стефан је са братом Вуком и одредом српских војника, најпре кренуо у Цариград. Византија, која није имала учешћа у овој бици, обрадована вестима са ангорског бојишта, сада је видела прилику за ново савезништво и присније односе са српским кнезом Стефаном Лазаревићем. Византија и Србија, нажалост нису успеле да искористе предах који је наступио, јер нису имале снаге за праву регенерацију. Ипак, ситуација је сада била битно измењена, па је настало знатно олакшање за хришћанске државе.
Титула деспота, иако не као владарска, свакако је била позната и неретко је била додељивана у српској држави. Утицај Византије на државу Немањића био је заиста огроман. То се примећивало у готово свим сферама средњевековног друштва. На први помен деспотске титуле у Србији наилазимо још почетком XIV века. Титула деспота додељивана је још у време цара Душана и Уроша V. Међутим, институција деспота у XV веку суштински је другачија од оне коју су додељивали Душан и Урош. Ова титула у XIV веку додељивана је носиоцима врховне централне власти, владарима Србије. Формула је иста, али је сада уместо српских, додељују византијски цареви, а нешто касније и угарски. Напуштајући Малу Азију, која је сада постала татарски плен, Стефан Лазаревић је, заједно са братом Вуком приспео у Цариград. Јован VII, савладар Манојла II, јер је поменути цар тада био на вишегодишњем пропутовању на Западу тражећи помоћ, доделио је деспотско достојанство кнезу српском Стефану, августа 1402. године. Међу владарима XV века, који су носили титулу деспота, Стефан Лазаревић је једини који је то достојанство стекао још увек по обичајима Византијског царства. Деспотско достојанство је добио из руку цара савладара, Јована VII, који је на таквом положају имао пуно право да додели титулу, у византијској престоници Цариграду што неће бити случај са потоњим владарима из куће Бранковића. У дугој византијској традицији ова титула, даривана је посебно одабраним појединцима, најчешће сродницима царског дома. Према правилима, деспот је имао ранг „величанство“, веома висок положај на двору и право да у документима користи ознаку «Царства ми». Старе византијско-српске везе овим су чином симболично још једном потврђене. Српски кнез постао је Византији важан савезник почетком XV века, па су стога поведени важни преговори о браку којим би се он још чвршће везао за династију Палеолога. Тако је дошло до женидбе деспота Стефана са Јеленом, ћерком Франческа II Гатилузија, господара Лезбоса. То што ће постати будући царски рођак (Јеленина сестра Евгенија била је супруга Јована VII), био је само формални повод за добијање деспотског достојанства. Титулу деспота Стефан је носио до краја свог живота.То најбоље сведоче потписи са његових повеља. Та титула је доносила углед владару у српској средини, која је високо ценила византијске институције. То је била предност коју је Стефан стекао у очима савременика, али и корист у односу на сроднике и супарнике у унутрашњим борбама у Србији (Вук Лазаревић и Бранковићи). Иако је за Византију то било време „царства кога нема“, улога Византије у свету, и њен углед, надилазили су њене тренутне могућности. Царство је живело од старе славе, а сви савладари XV века, и даље су се поносили ако би којим случајем били део те славне прошлости. Византија је и даље стајала на врху лествице држава средњег века, као једини, прави наследник Римског царства и идеје о универзалном хришћанском царству. Иако је била на ивици пропасти, због османске најезде, она је смогла снаге и воље, како би доделила Стефану Лазаревићу деспотску титулу. На тај начин желела је да Србију још тешње веже за себе и у некој даљој перспективи привуче државној политици Византије. Након тога избија грађански рат и битка код Трипоља у којој је Стефан савладао војску којом је командовао Ђурађ Бранковић уз подршку Османлија и Угљеше Влатковића који је се у току окршаја изненада придружио Стефану. Победа код Трипоља, омогућила је Стефану да поврати своју власт и утицај у Србији, што је додатно учврстио током наредних година.
После долази и до сукоба унутар Османске државе и њених претендената на престо Мусе и Сулејмана, где се Бранковићи и Лазаревићи поново налазе на зараћеним странама, свако са својим турским савезником. Тада је избила битка код Космидиона, надомак самог Цариграда, после које је Стефану 1410. г. опет у Цариграду приређен свечани дочек и где му је изнова потврђена деспотска титула, он се потом у Србију враћа морским путем,. Недуго затим, везе са Византијом су ослабиле, јер се Стефан окреће Угарској. Стефан Лазаревић је очигледно проценио да му пријатељски односи са слабом и распарчаном Византијом не доноси много користи па је ослонца нашао у свом северном суседу, што је и уродило плодом добијањем нових северних територија на управу. Тада долази и до измирења, након погубљења Вука Лазаревића и Лазара Бранковића од стране Мусе, два љута непријатеља и супарника деспота Стефана и Ђурђа Бранковића  што се као последица манифестује и Ђурђевом другом по реду женидбом са Ирином Кантакузиновом 1414. године и његовом, за разлику од Стефана, приближавању Византији и хришћанском савезу. Ирина Кантакузин (из народних песама проклета Јерина), на српски двор дошла је из Солуна (потицала је из оне гране Кантакузина, која се почетком XV века настанила у Солуну). Ускоро византијски деспот, одликован на царском двору Палеолога, постаје угарски великаш и достојанственик двора Жигмунда Луксембуршког. Мало касније, Османлије се после грађанског рата издижу и опет долазе до изражаја на Балкану. Након неуспеле опсаде византијске престонице Турци на челу са енергичним Муратом II 1423.г. поново упадају у јужну Грчку, читава Мореја је опустошена. Византијска влада је једва успела да некако изнађе начин за  примирје и потписивање мировног уговора до којег је дошло 1424. г.  где се она обавезала и на плаћање данка. На тај начин Византија још једанпут потпада под вазални однос према Османлијама, кога се била ослободила после Ангорске битке. Турци су убрзаним јуришом заузели и Солун 1430. године. О очајничком положају, тражећи савезнике цар Јован VIII доспева до Будима где је примљен од стране Жигмунда, а на састанку је поред њих двојице учествовао и Високи Стеван.
Након смрти Стефана Лазаревића на чело Србије долази Ђурађ Бранковић који ће владати све до 1456. По његовом доласку на престо он одмах добија титулу деспота од цара из Цариграда, његовом свечаном крунисању присуствовала је цела његова породица, која је иначе и приказана на Есфигменској повељи, разуме се и представници световне и духовне власти, сам тај чин уприличен је у Жичи. Србија се тада налазила на попришту сукоба између Турака и Угарске. Упоредо с тим цар Јован успева да некако наметне своју власт у Мореји. У то време дошло је до солидарности две хришћанске државе, којима је претила заједничка опасност од муслиманских освајача. Византијски историчар, Атињанин Лаоник Халкокондил, који детаљно приказује епоху османлијских освајања и пропасти Византије, приказујући борбе балканских народа с Османлијама, Халкокондил, као и други историчари ове епохе, не испољава према тим народима оно охоло презрење које су према њима показивали византијски писци претходних векова, већ говори о Јужним Словенима са симпатијом као о сапатницима Византинаца. Ваља споменути да су доласком Јерине у Србију са њом пристигли и многобројни Грци који су заузимали многе положаје на српском двору, део њих је живео у Новом Брду са својим породицама. Један од њих је њен брат Георгије, који је се са својим братом Томом такође придружио сестри у Смедереву. Дуже време боравио у Србији, где је и његова ћерка била Ана рођена и одрасла. За Владислава, сина херцега Стефана Косаче, верена је 1453. Три године касније вереници су склопили брак, који је утврдио мир између деспота Ђурђа и херцега Стефана. Томина ћерка Јелена Палеолог била је удата за трећег Ђурђевог сина, Лазара Бранковића потоњег деспота и обележила је последње дане српске деспотовине. Ђурађ за време примирја између Угарске и Османског царства изналази мир, али ни предаја Маре султановом харему га није спасло турског напада, они никако нису веровали деспоту, сматрали су га за угарског експонента и гледали га са огромним подозрењем и сумњом. Србија постаје колатерална штета и њене територије услед османско-угарског рата бивале су пљачкане и пустошене, пропаст Србије је био очигледан и десио се 1439 год. када је први пут потпала под туђинску власт, приликом одбране Смедерева, многобројни Грци су се истакли у борбама против Турака. Но ускоро, након Муратовог ослепљивања двојице Ђурђевих синова, уз помоћ султаније Маре он ступа у преговоре са султаном и шаље посланство у Једрене. Деспот Ђурађ имао је посебан уговор са султаном. Мурат му је вратио ослепљене синове и земљу са двадесет четири града. Деспот се обавезао да ће му бити „вечни пријатељ“ и да ће плаћати годишњи данак. У августу месецу 1444. године Ђурађ је отишао у Смедерево. Деспот је после тога имао добре односе са султаном, а на било какав сукоб више није чак ни помишљао. Константин Драгаш, пак на југу грчке ниже успехе, освојио је неколико градова и целу Атику, то је дало наду да се може повратити сјај немоћној Царевини. Међутим сан о поновном препороду убрзо је срушен 1446. године када је под вођством Мурата извршено незапамћено пљачкање Пелопонеза. Након Хуњадијевог пораза против Турака, Византија се налази у безизлазном и беспомоћном положају, све наде упрте у запад су нестале, чекао се само коначни тренутак пропасти ње као и српске државе. Године 1448. на престо, после смрти Теодора II долази Константин ХI Палеолог Драгаш, трећи син Манојла II Палеолога и Српкиње Јелене Драгаш, кћери Константина Дејановића који је крунисан уз турску сагласност у Мореји, а тек годину касније доспева у Цариград.

### Епилог
После смрти дугогодишњег османског султана Мурата II 1451. долази деветнаестогодишњи млади и амбициозни Мехмед II Освајач који коначно опседа и напокон осваја царску престоницу Цариград у априлу 1453. године у коме јуначки свој живот губи  последњи византијски цар, уједно и једини који је на том трону икада био српског порекла,он је представљао симбол борбе ова два православна народа против заједничког непријатеља, њиме се и завршава прича о византијско-српским односима, трагичан догађај који је стицајем околности био одлаган стотинама година уследио је и наговестио пад Смедерева последње престонице српске деспотовине 1459. године. Тако Византија и Србија доживљавају идентичну судбину, оно што је само, наизглед, помогло Србији да коју годину дуже живи него Византија, јесте њено веће богатство због експлоатације рудника, повремено ослањање на Угарску, и географска удаљеност од главних праваца турског продирања.